# سانت كاترين (مدينة)
مدينة سَانْت كَاترِين مدينة مصرية وهي أكثر مدن سيناء خصوصية وتميزاً، فهي أعلى الأماكن المأهولة في سيناء حيث تقع على هضبة ترتفع 1600 متر فوق سطح البحر في قلب جنوب سيناء على بعد 300 كم من قناة السويس، وتبلغ مساحتها 5130 كم مربع، وتحيط بها مجموعة جبال هي الأعلى في سيناء وفي مصر كلها، وأعلاها قمة جبل كاترين وجبل موسى وجبل الصفصافة. وهبها هذا الارتفاع مناخاً متميزاً معتدل في الصيف شديد البرودة في الشتاء، مما يعطي لها جمالاً خاصاً عندما تكسو الثلوج قمم الجبال وأرض المدينة. أُعلِنَت المنطقة محمية طبيعية لما لها من أهمية طبيعية وتاريخية ودينية. يعمل معظم سكان المدينة بأعمال الزراعة والرعي والخدمات السياحية. وتشتهر المدينة بالسياحة الدينية وسياحة السفاري وتسلق الجبال، ويوجد بها دير سانت كاترين وجبل موسى ومقام النبي هارون وغيرها من الآثار الدينية، وتعتبر أكبر محمية طبيعية في جمهورية مصر العربية من حيث المساحة.

## التسمية
ترجع تسمية المدينة إلى القديسة كاترين (سانت كاترين) التي ولدت بالإسكندرية في نهاية القرن الثالث الميلادي ووصفت بالحكمة والعقل والحياء، وتربت على محبة السيد المسيح، والتحقت بالمدارس، وتثقفت بعلوم الكتاب المقدس. ولما بلغت الثامنة عشر أتمت دراسة اللاهوت والفلسفة وتعمّدت. في عام 307م حضر القيصر مكسيميانوس إلى الإسكندرية، فأمر بعبادة الأوثان، واضطهد القديسة، وعذبها حتى أنه أمر بقطع رأسها في 25 نوفمبر سنة 307م. وبعد استشهادها بخمسة قرون رأى راهب في سيناء جماعة من الملائكة يحملون جثمانها ويطيرون به ويضعونه على قمة جبل في سيناء، فانطلق الراهب إلى قمة الجبل، فوجد الجثمان كما نظره في الرؤيا، فحمله إلى كنيسة موسى النبي، ثم نُقل الجثمان بعد ذلك إلى كنيسة التجلي في الدير الذي بناه الإمبراطور جوستنيان في القرن السادس الميلادي. وعُرف الدير باسم دير سانت كاترين، وأُطلِق الاسم على المدينة كلها.

## التاريخ والمعالم

### منطقة القديسة كاترين

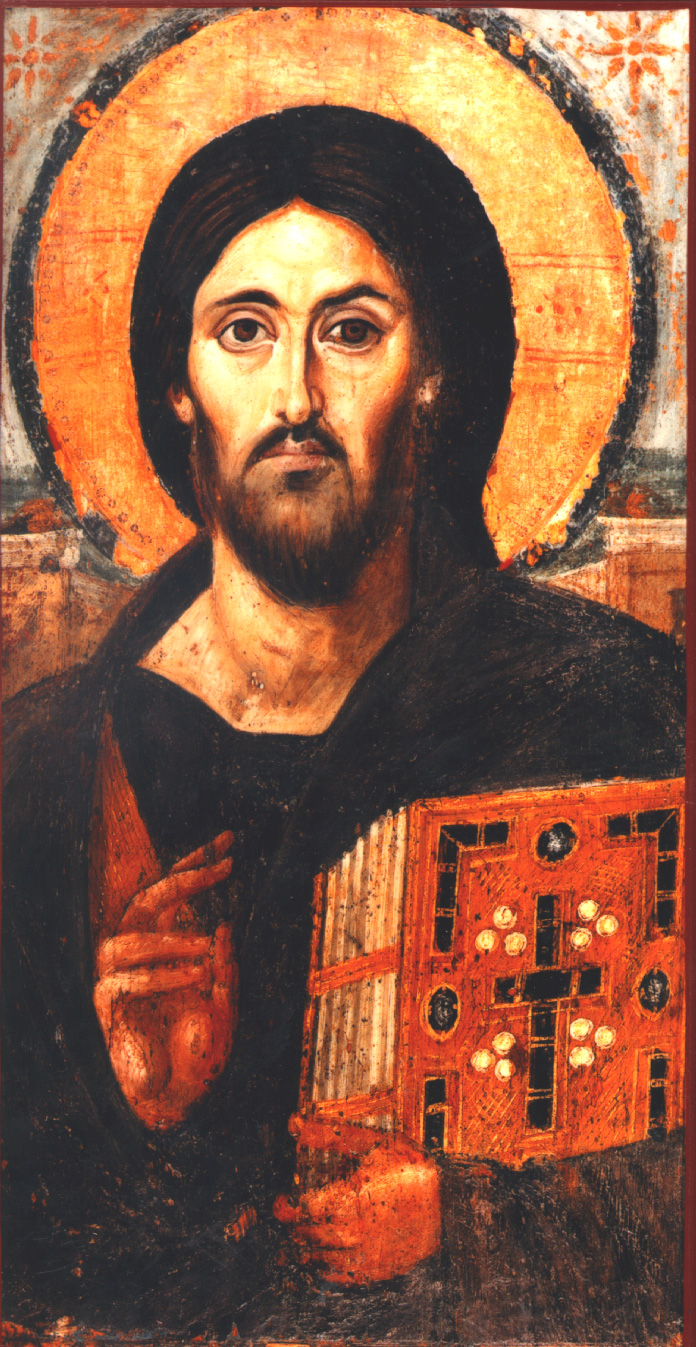
أيقونة السيد المسيح داخل الكنيسة الكبرى

يقع دير طور سيناء أو دير القديسة كاترين الأرثوذكسي عند قدم جبل حوريب (جبل موسى)، المذكور في العهد القديم، حيث حصل موسى على لوح الوصايا وهو الموقع الذي يقدسه المسلمون أيضاً ويدعونه جبل موسى. والمنطقة مقدّسة للديانات السماويّة الثلاث اليهودية والمسيحية والإسلام. تأسس الدير في القرن السادس وهو الدير المسيحي الأقدم الذي حافظ على وظيفته الأساسية. يقصد الدير أفواج سياحية من جميع بقاع العالم، ويديره رئيس الدير وهو أسقف سيناء، والذي لا يخضع لسلطة أية بطريرك أو مجمع مقدس ولكن تربطه علاقات وطيدة مع بطريرك القدس لذلك فإن اسمه يذكر في القداسات، ورهبان وكهنة الدير من اليونانيين وليسوا عرباً أو مصريين، شأنهم شأن أساقفة كنيسة الروم الأرثوذكس في القدس التي يسيطر عليها اليونانيين من عهود طويلة، ويتبع الرهبان نظام القديس باسيليوس الكبير (329م - 379م) أحد تلاميذ الأنبا باخوم (290م - 348م) حيث ينذر الراهب نفسه لحياة التقشف والعبادة مع العمل المشترك جنباً إلى جنب. وفي عام 2002 قررت لجنة اليونسكو إدراج المنطقة ضمن قائمة التراث العالمي.

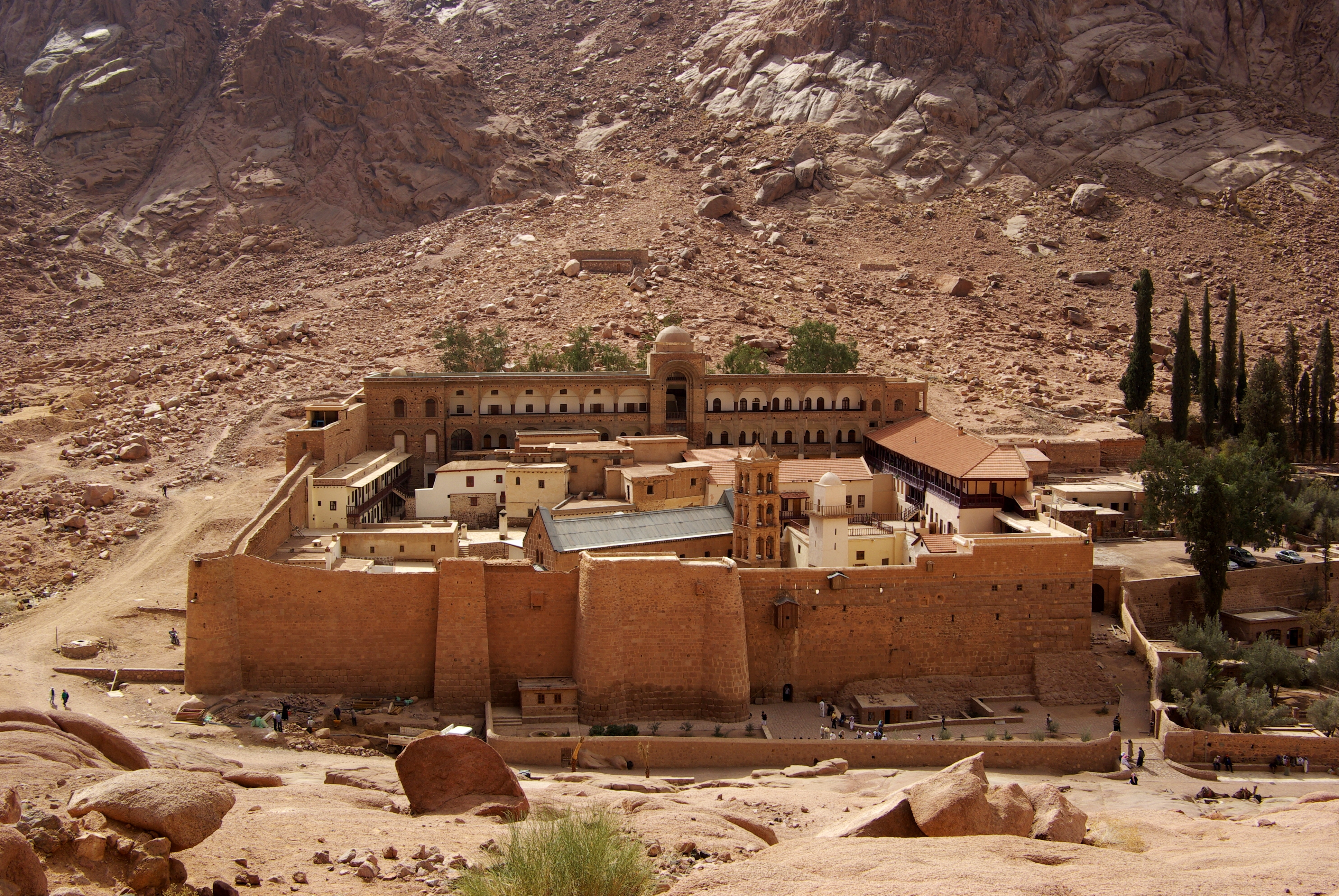
دير سانت كاترين

يحيط الدير سور عظيم يحتضن عدة أبنية داخلية بعضها فوق بعض تصل أحياناً إلى أربعة طوابق تخترقها ممرات ودهاليز معوجة، وبناء الدير يشبه حصون القرون الوسطى، وسوره مشيد بأحجار الجرانيت وبه أبراج في الأركان، ويبلغ ارتفاع أسواره بين 12 و15 متر، ويعود بناء الدير إلى القرن الرابع الميلادي حين أمرت ببنائه الإمبراطورة هيلانه والدة الإمبراطور قسطنطين سنة 432م ثم أكمل في عهد الإمبراطور جوستينيان سنة 545م ليكون معقلاً لرهبان سيناء، وسمي في العصور التالية باسم دير القديسة كاترين. من أهم مباني الدير الكنيسة الكبرى التي ترجع إلى عهد الإمبراطور جيستيان في القرن السادس الميلادي والتي صممت على شكل البازيليكا الرومانية الذي كان شائعاً وقت بنائها عام 527م، وتقع في الجزء الشمالي من الدير وتسمى أحياناً الكنيسة الكبرى أو الكاتدرائية، وقد عرفت باسم كنيسة التجلي وبداخل الكنيسة صفان من الأعمدة وهي 12 عمود تمثل شهور السنة وعلى كل جانب يوجد 4 هياكل يحمل كل منها اسم أحد القديسين وفي صدر الكنيسة حنية مستديرة حلي سقفها وجوانبها بالفسيفساء وتحتها يوجد التابوت الذي وضعت داخله بقايا جثة القديسة كاترين داخل صندوقين من الفضة، أما أقدس مكان في الكنيسة فهو هيكل الشجرة الذي يعتقد أن موسى وقف فيه عندما تجلى الله له وخاطبه. وتتمثل باقي أبنية الدير في الكنيسة الصغيرة التي شيدت فوق جبل موسى، كنيسة الموتى وهي حجرة لحفظ جماجم الموتى، كنيسة العليقة خلف كنيسة الدير الرئيسية، وبجوار العليقة المقدسة مقام النبي هارون، مسجد الحاكم بأمر الله وهو مسجد صغير أمام الكنيسة الرئيسية بني من اللبن والحجر الجرانيتي في عهد الفاطميين تنفيذاً لرغبة الوزير أبو النصر أنوشطاقين في عام 500هـ/1106م، وهناك مخطوط في الدير ينص على أن الجامع بني في عهد الحاكم بأمر الله، المسجد القديم ويقع بجوار الكنيسة الكبرى، المكتبة الغنية بالمخطوطات وتقع في الطبقة الثالثة من بناء قديم جنوب الكنيسة الكبرى، وتضم مخطوطات نادرة وعدداً من الوثائق والفرمانات التي أعطاها الخلفاء والحكام للدير.

### محمية سانت كاترين

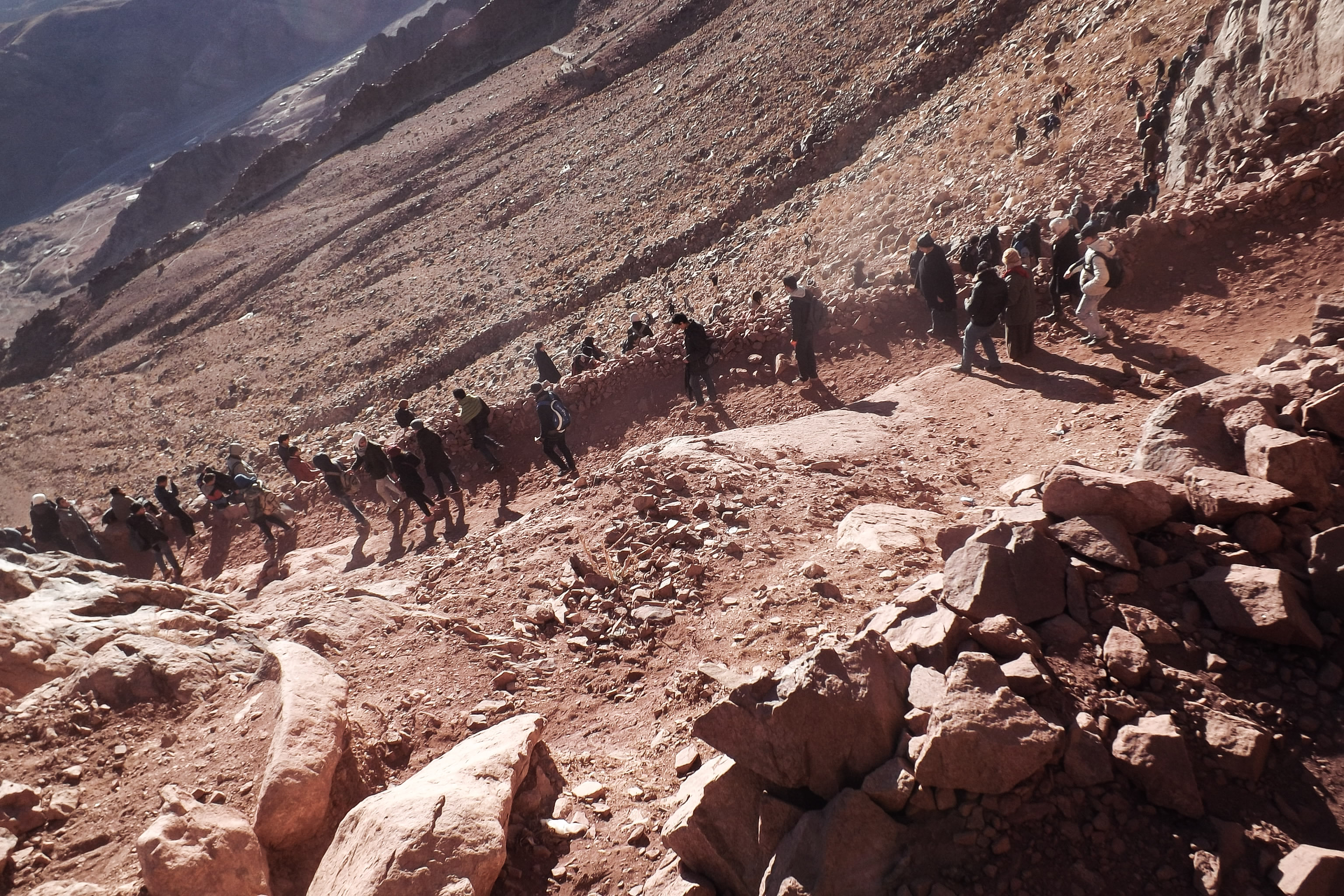
رحلات جبل سانت كاترين

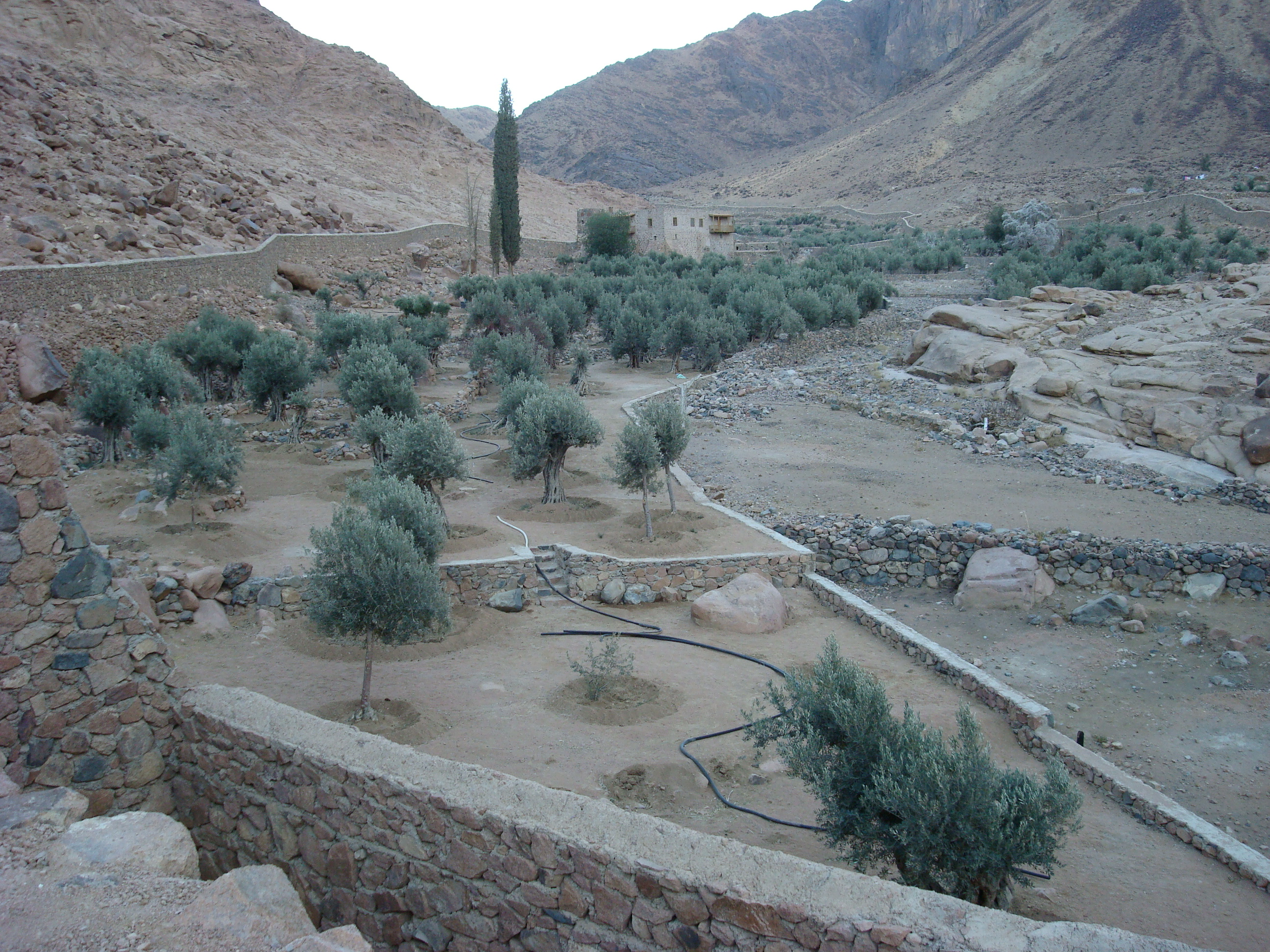
شجر الزيتون داخل وادي الأربعين

تقع محمية سانت كاترين في نهاية ملتقى وادي الإسباعية مع وادي الأربعين على هضبة مرتفعة تحيطها ارتفاعات شاهقة تتمثل في عدة جبال متباينة الارتفاع هي جبل سانت كاترين أعلى قمة في مصر وجبل موسى وجبل الصفصافة وجبل الصناع وجبل البنات وجبل عباس، وتتميز هذه الجبال بميول حادة متموجة يصعب الصعود عليها بدون وجود مدقات محددة، تمتلك المحمية تراثاً حضارياً فريداً من نوعه يتمثل في دير سانت كاترين بمحتوياته المعمارية وكنوزه الفنية والأثرية، وبالجبال المقدسة حوله ذات الأهمية الدينية فضلاً عن بعض الآثار الدينية الأخرى مثل قبر النبي صالح وقبر هارون. أعلنت المنقطة محمية طبيعية عام 1988 وتبلغ مساحتها حوالي 4300 كم مربع، وتعد من أهم الملاجئ الطبيعية لمعظم النباتات النادرة التي تستوطن سيناء والتي تشمل شجر الزيتون والسموة والحبك والزعتر والشيح والعجرم والعتوم والبثيران والطرفة والسكران، وتكثر بها أيضاً الزراعات المثمرة والينابيع والآبار ذات الأهمية التاريخية مثل بئر الزيتونة وبئر هارون. تذخر المحمية بالعديد من أشكال الحياة البرية مثل الثعالب والضباع والتياتل والغزلان والوعول والأرانب البرية والذئاب والقنفذ العربي والفأر الشوكي والجربوع والزواحف مثل الطريشة، وكذلك أنواع شتى من الطيور أهمها اللقلق والنسر والصقر والعقاب والعوسق والشنار والقطا المتوج والقمري وبومة بتلر والقنبرة والأبلق والتمير والغراب والعصفور والنعار والدرسة.

### الجبال

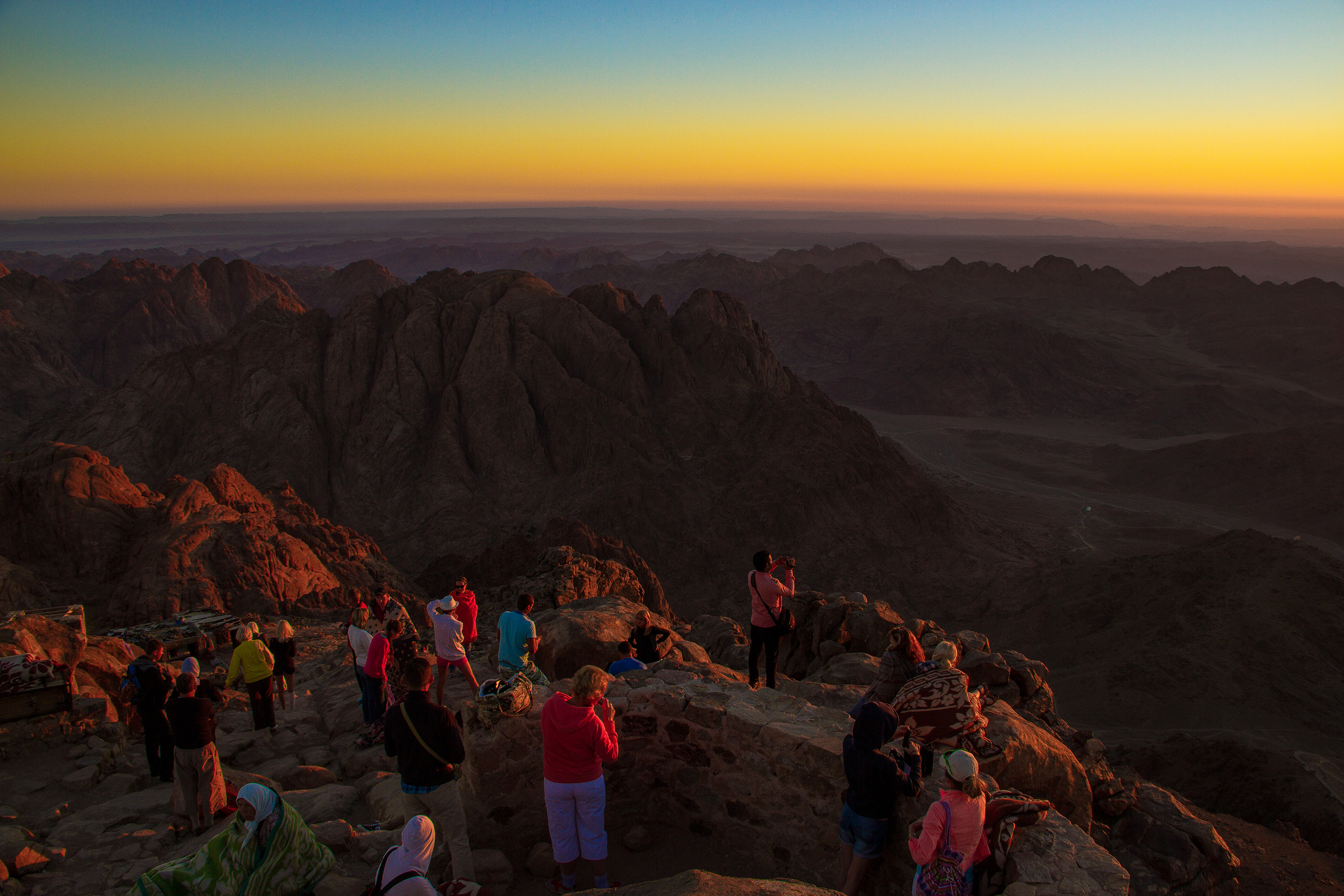
شروق الشمس أعلى جبل موسى

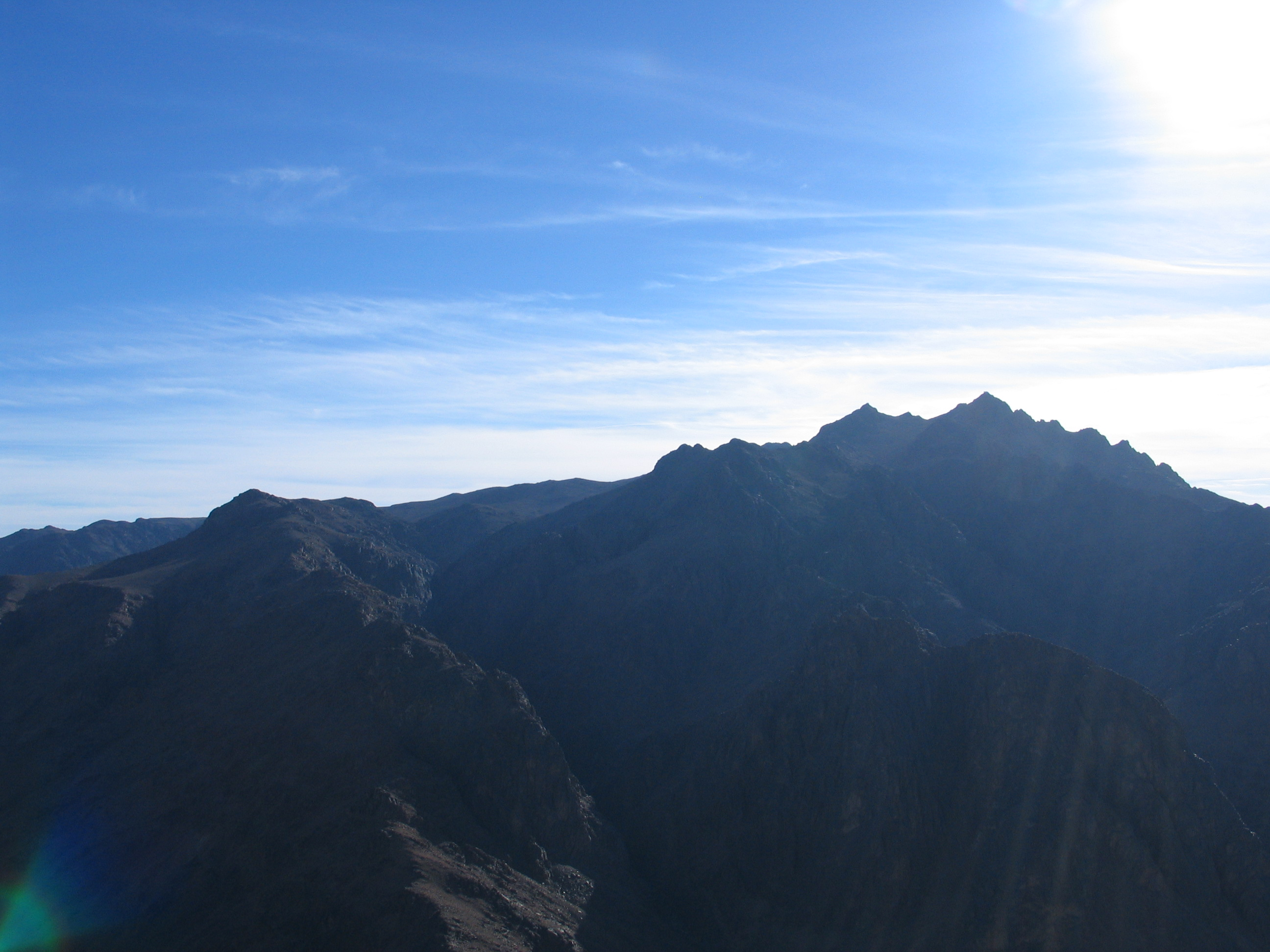
جبل سانت كاترين

تنتشر بالمدينة المناظر الطبيعية بما فيها من جبال وأودية تجعل السير فيها متعة للنفس، والتي أدت إلى انتشار رحلات السفاري بالمدينة لطالبي متعة الطبيعة. ومن أشهر الجبال بالمنطقة جبل البنات وهو جبل عظيم تجاه سريال ويفصل بينهما وادي فيران، وجبل موسى الذي يعلو نحو 7363 قدم فوق سطح البحر وأطلق عليه هذا الاسم نسبة إلى نبي الله موسى عليه السلام، الذي اعتلى الجبل لمدة أربعين يوم يناجي ربه ويتسلم الرسالة، وشيدت على قمته كنيسة صغيرة وإلى جوارها جامع صغير، أما جبل سانت كاترين فهو من أعلى جبال مصر حيث يبلغ ارتفاعه 8563 قدم فوق سطح البحر، وسمي كذلك لأنه كما ورد في تقاليد الرهبان أن الملائكة قديما حملت جثة القديسة كاترين من مكان استشهادها في الإسكندرية عام 307م ونزلت بها إلى هذا الجبل ولم يبق منه حالياً سوى الجمجمة وعظم إحدى اليدين وهما محفوظتان في صندوقين داخل الكنيسة، كما يمكن لمن يعتلي قمة الجبل أن يشاهد على مرمى البصر خليج العقبة وخليج السويس.

## الجغرافيا والسكان
تقع المدينة في قلب جنوب سيناء على هضبة ترتفع 1600 متر فوق سطح البحر بمنطقة جبلية وعرة المسالك، حبتها الطبيعة بجمال أخاذ يضم سلسلة جبال فريدة من نوعها مع طيب المناخ وجودة المياه العذب. تبعد المدينة 300 كم عن قناة السويس، وتبلغ مساحتها 5130 كم مربع، وتشتهر بالسياحة الدينية وسياحة السفاري وتسلق الجبال، ويميل الطقس في منطقة جبل كاترين دائماً إلى البرودة بحكم ارتفاعه عن سطح البحر، حيث تنخفض درجات الحرارة ليلاً إلى ما يقرب من 10.5 درجة مئوية وتقل شتاءً حتى تنخفض إلى ما دون الصفر وتتساقط الثلوج. تضم سانت كاترين قريتين رئيسيتين هما قرية الطرفة على بعد 23 كم اتجاه مدينة أبو رديس، وقرية السعال على بعد 50 كم من الدير، يتبعهما 31 تجمع بدوي، ويعيش بها ما يقرب من 9 آلاف نسمة موزعين على 37 وادي، يعمل معظمهم بأعمال الزراعة والرعي والخدمات السياحية.

### المناخ
| البيانات المناخية لـسانت كاترين                                             | البيانات المناخية لـسانت كاترين | البيانات المناخية لـسانت كاترين | البيانات المناخية لـسانت كاترين | البيانات المناخية لـسانت كاترين | البيانات المناخية لـسانت كاترين | البيانات المناخية لـسانت كاترين | البيانات المناخية لـسانت كاترين | البيانات المناخية لـسانت كاترين | البيانات المناخية لـسانت كاترين | البيانات المناخية لـسانت كاترين | البيانات المناخية لـسانت كاترين | البيانات المناخية لـسانت كاترين | البيانات المناخية لـسانت كاترين |
| الشهر                                                                       | يناير                           | فبراير                          | مارس                            | أبريل                           | مايو                            | يونيو                           | يوليو                           | أغسطس                           | سبتمبر                          | أكتوبر                          | نوفمبر                          | ديسمبر                          | المعدل السنوي                   |
| --------------------------------------------------------------------------- | ------------------------------- | ------------------------------- | ------------------------------- | ------------------------------- | ------------------------------- | ------------------------------- | ------------------------------- | ------------------------------- | ------------------------------- | ------------------------------- | ------------------------------- | ------------------------------- | ------------------------------- |
| متوسط درجة الحرارة الكبرى °م (°ف)                                           | 13.8 (56.8)                     | 14.6 (58.3)                     | 18.5 (65.3)                     | 24.1 (75.4)                     | 27.9 (82.2)                     | 30.9 (87.6)                     | 32.0 (89.6)                     | 32.0 (89.6)                     | 30.5 (86.9)                     | 25.7 (78.3)                     | 19.9 (67.8)                     | 15.7 (60.3)                     | 23.8 (74.8)                     |
| المتوسط اليومي °م (°ف)                                                      | 9.5 (49.1)                      | 10.2 (50.4)                     | 14.2 (57.6)                     | 19.0 (66.2)                     | 23.1 (73.6)                     | 25.4 (77.7)                     | 26.5 (79.7)                     | 26.0 (78.8)                     | 24.7 (76.5)                     | 19.8 (67.6)                     | 14.7 (58.5)                     | 11.1 (52.0)                     | 18.7 (65.7)                     |
| متوسط درجة الحرارة الصغرى °م (°ف)                                           | 1.7 (35.1)                      | 2.4 (36.3)                      | 5.7 (42.3)                      | 10.1 (50.2)                     | 14.1 (57.4)                     | 16.2 (61.2)                     | 17.7 (63.9)                     | 17.6 (63.7)                     | 15.9 (60.6)                     | 12.0 (53.6)                     | 7.4 (45.3)                      | 3.7 (38.7)                      | 10.4 (50.7)                     |
| الهطول مم (إنش)                                                             | 3 (0.1)                         | 2 (0.1)                         | 4 (0.2)                         | 4 (0.2)                         | 0 (0)                           | 0 (0)                           | 0 (0)                           | 0 (0)                           | 0 (0)                           | 1 (0.0)                         | 3 (0.1)                         | 4 (0.2)                         | 21 (0.9)                        |
| متوسط أيام هطول الأمطار (≥ 1.0 mm)                                          | 0.1                             | 0.1                             | 0.1                             | 0                               | 0                               | 0                               | 0                               | 0                               | 0                               | 0                               | 0                               | 0.1                             | 0.4                             |
| متوسط الرطوبة النسبية (%)                                                   | 39                              | 35                              | 29                              | 22                              | 19                              | 20                              | 22                              | 24                              | 25                              | 28                              | 33                              | 36                              | 27.7                            |
| ساعات سطوع الشمس اليومية                                                    | 8                               | 9                               | 9                               | 9                               | 10                              | 12                              | 12                              | 12                              | 11                              | 10                              | 9                               | 8                               | 10                              |
| المصدر #1: Climate Charts, Hong Kong Observatory for rainy days (1961-1990) |                                 |                                 |                                 |                                 |                                 |                                 |                                 |                                 |                                 |                                 |                                 |                                 |                                 |
| المصدر #2: Weather to Travel for sunshine                                   |                                 |                                 |                                 |                                 |                                 |                                 |                                 |                                 |                                 |                                 |                                 |                                 |                                 |

#### حوادث الصقيع
في فبراير 2014 أدت عاصفة ثلجية إلى وفاة 4 أشخاص من أصل 8 كانوا في رحلة بجبال سانت كاترين، وأثناء تواجدهم داخل الوديان حوصروا بسبب الأحوال الجوية السيئة وانخفاض درجة الحرارة.

## النقل والمواصلات
تستقبل سانت كاترين الرحلات القادمة من مطار القاهرة ومطار شرم الشيخ والتي يكون أغلبها لأغراض سياحية بمطار سانت كاترين الدولي الذي يقع على بعد 20 ميل بحري شمال شرق المدينة. أُسْتُلِمَ المطار في عام 1982 حيث قامت سلطة الطيران المدني المصرية على إدارته. يضم المطار صالة ركاب تصل سعتها إلى 80 راكب/ساعة وذلك نظراً لانخفاض حركة السفر الجوية بالمنطقة في مقابل التنقل البري. فيما يصل سانت كاترين بباقي مدن محافظة جنوب سيناء عدة طرق برية تتمثل في طريق نويبع/سانت كاترين/النفق، طريق وادي فيران/سانت كاترين.

## معرض صور

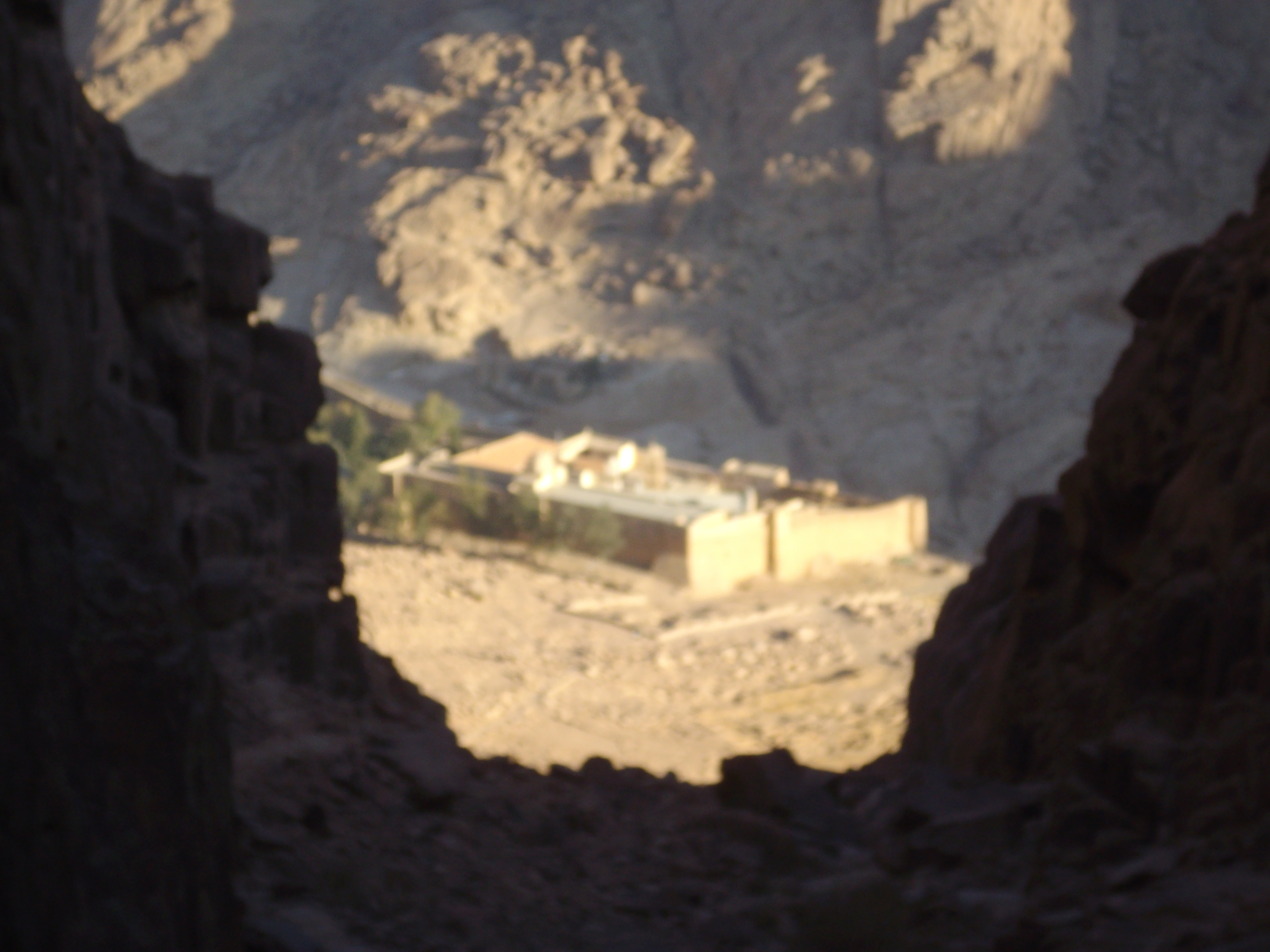
دير سانت كاترين
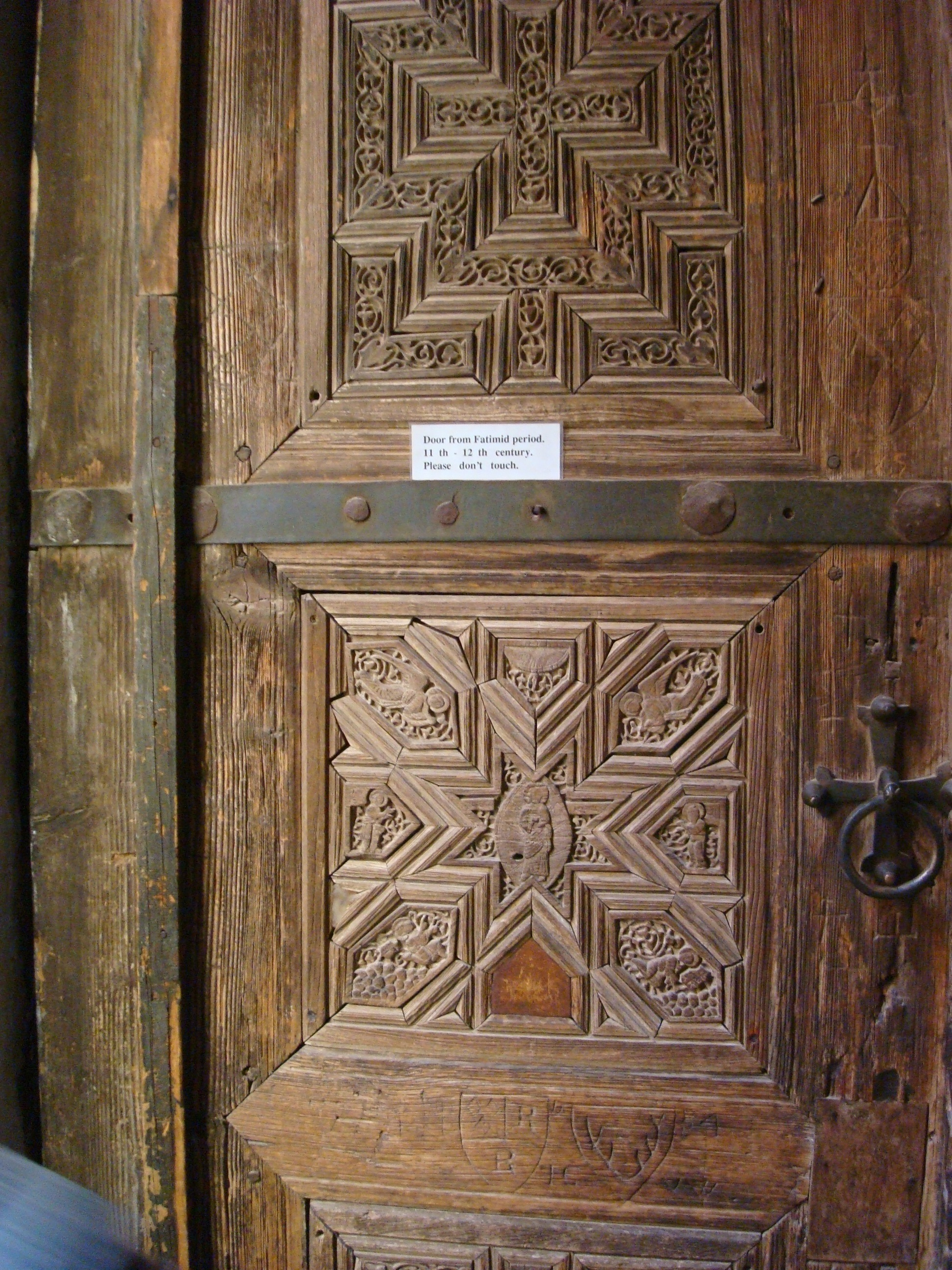
باب دير سانت كاترين
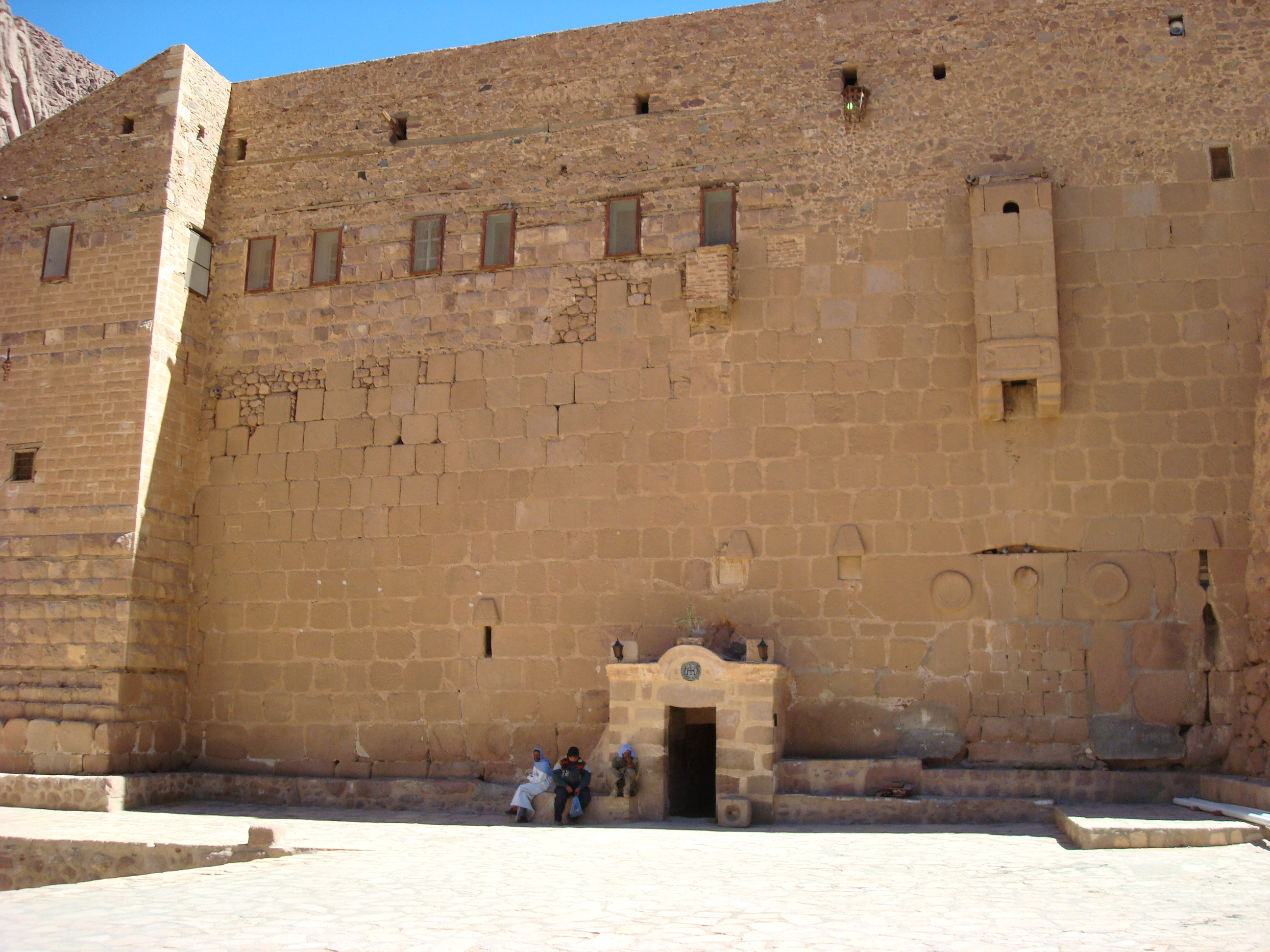
أبنية دير سانت كاترين
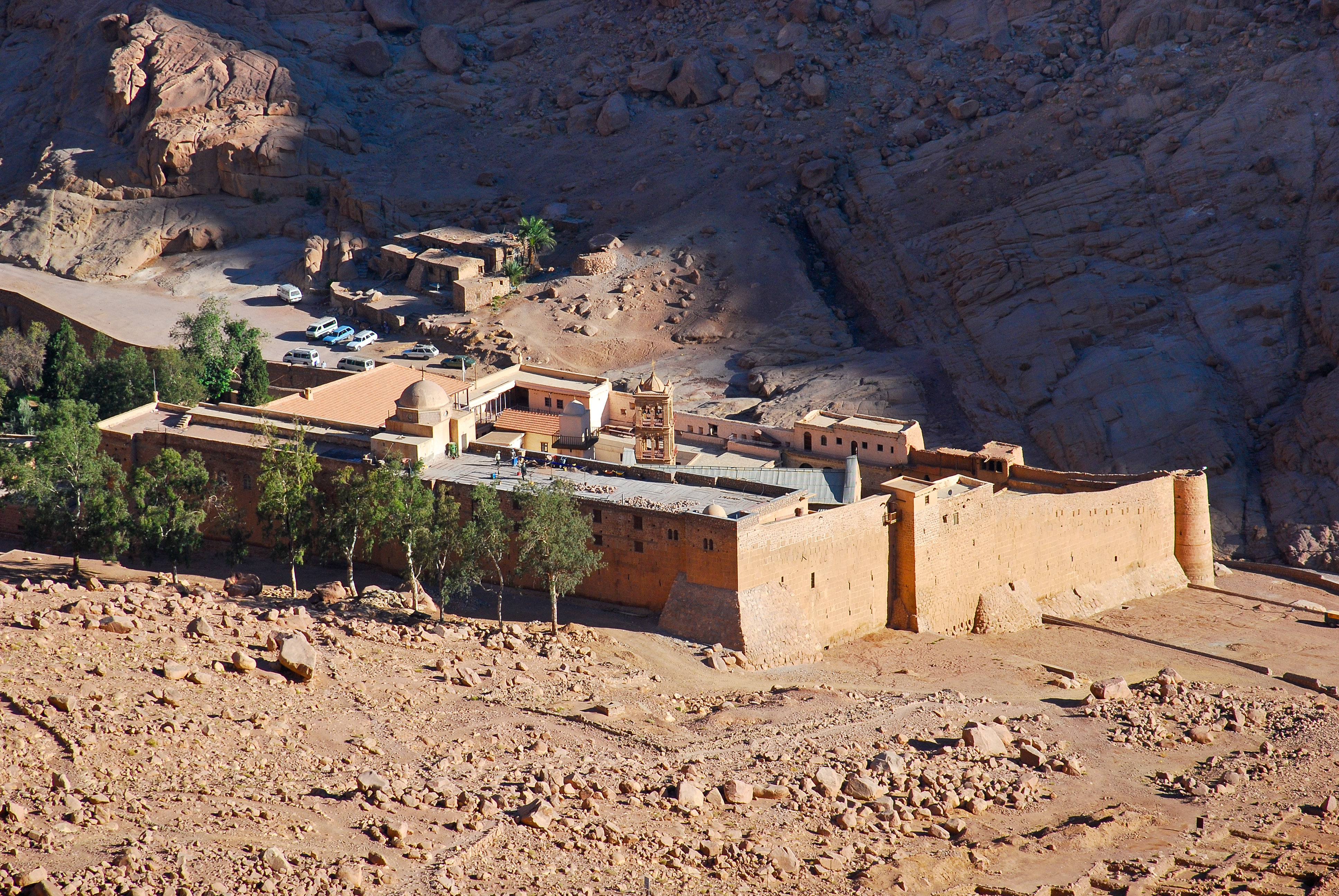
دير سانت كاترين
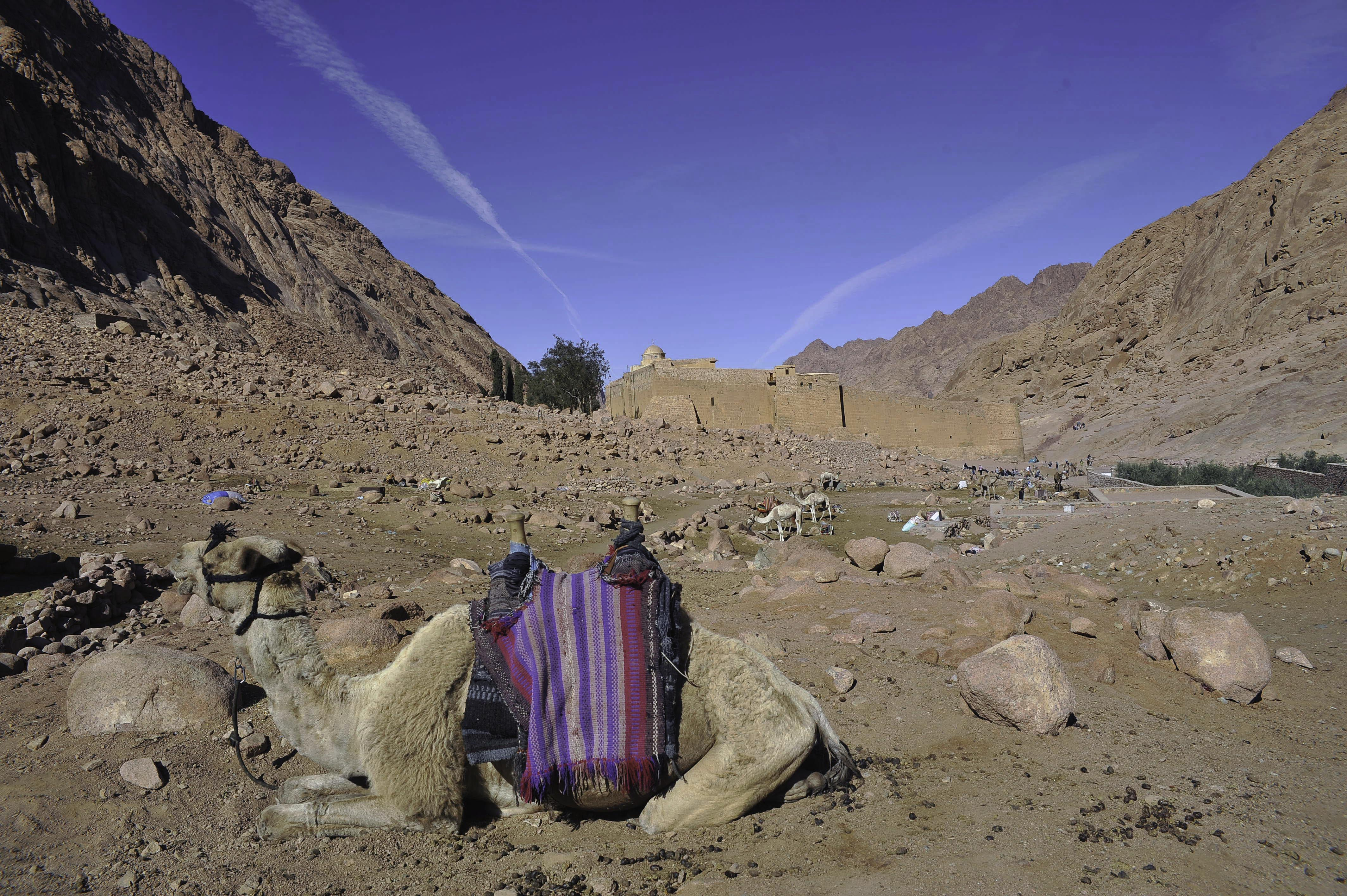
دير سانت كاترين
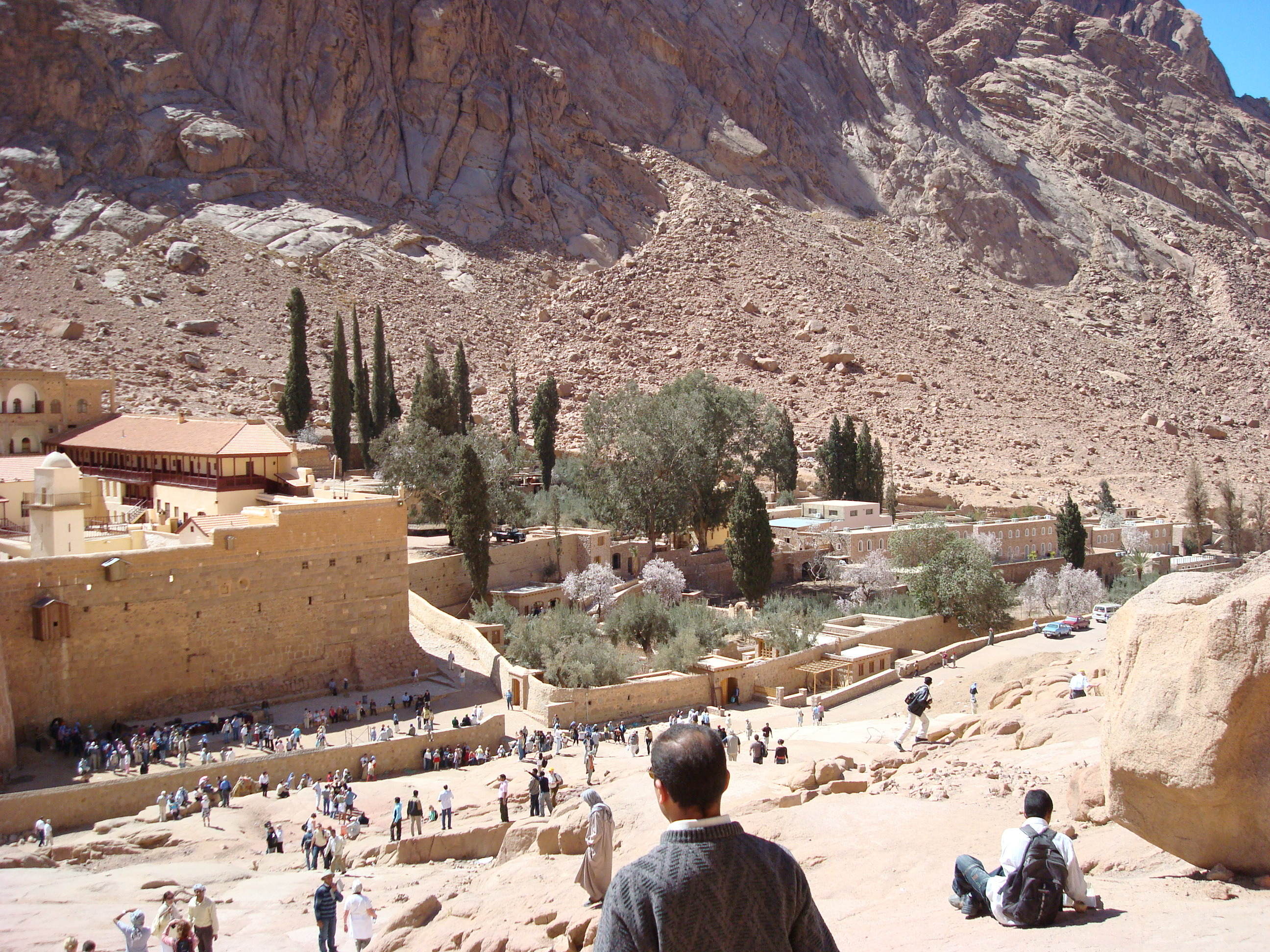
دير سانت كاترين
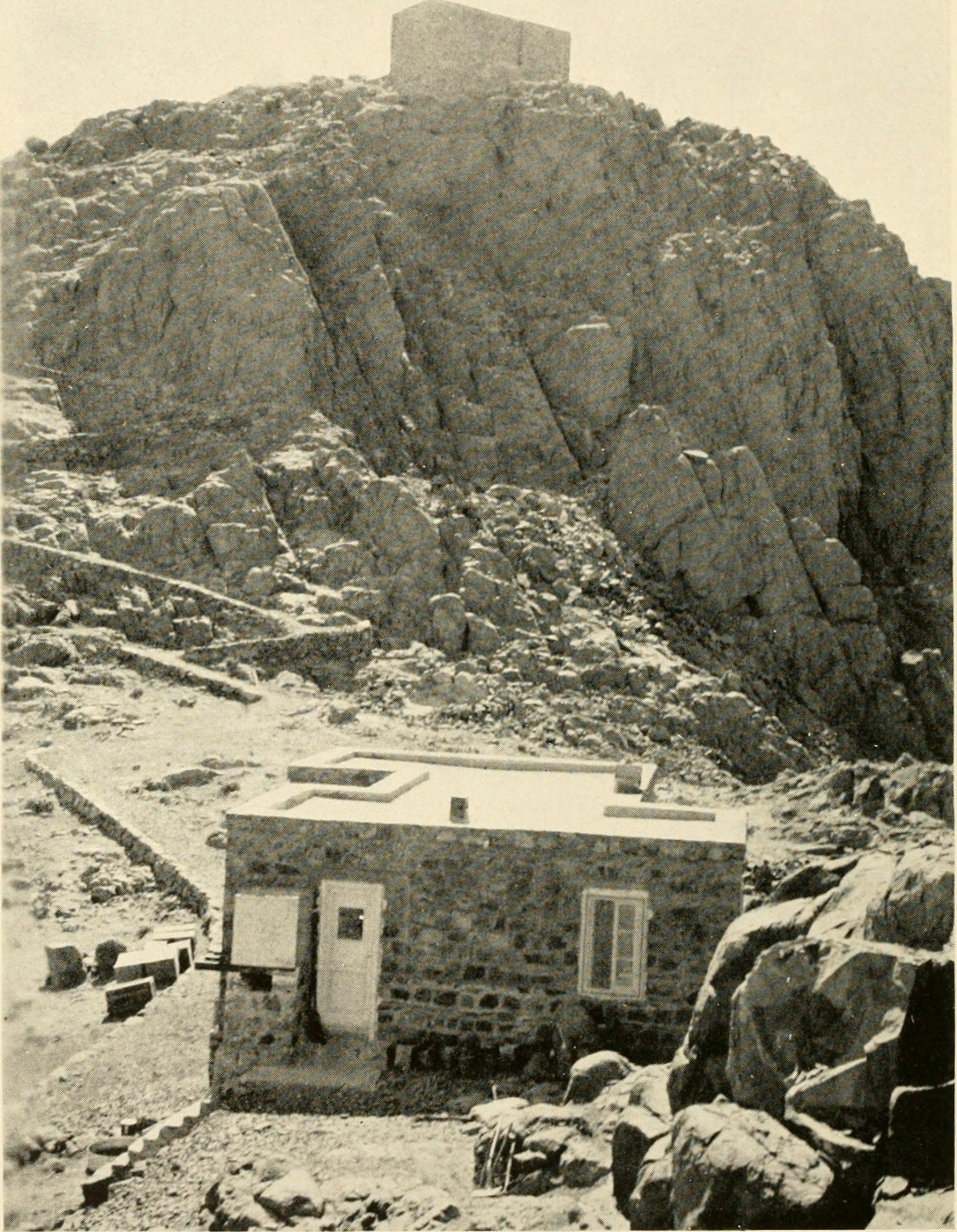
دير سانت كاترين
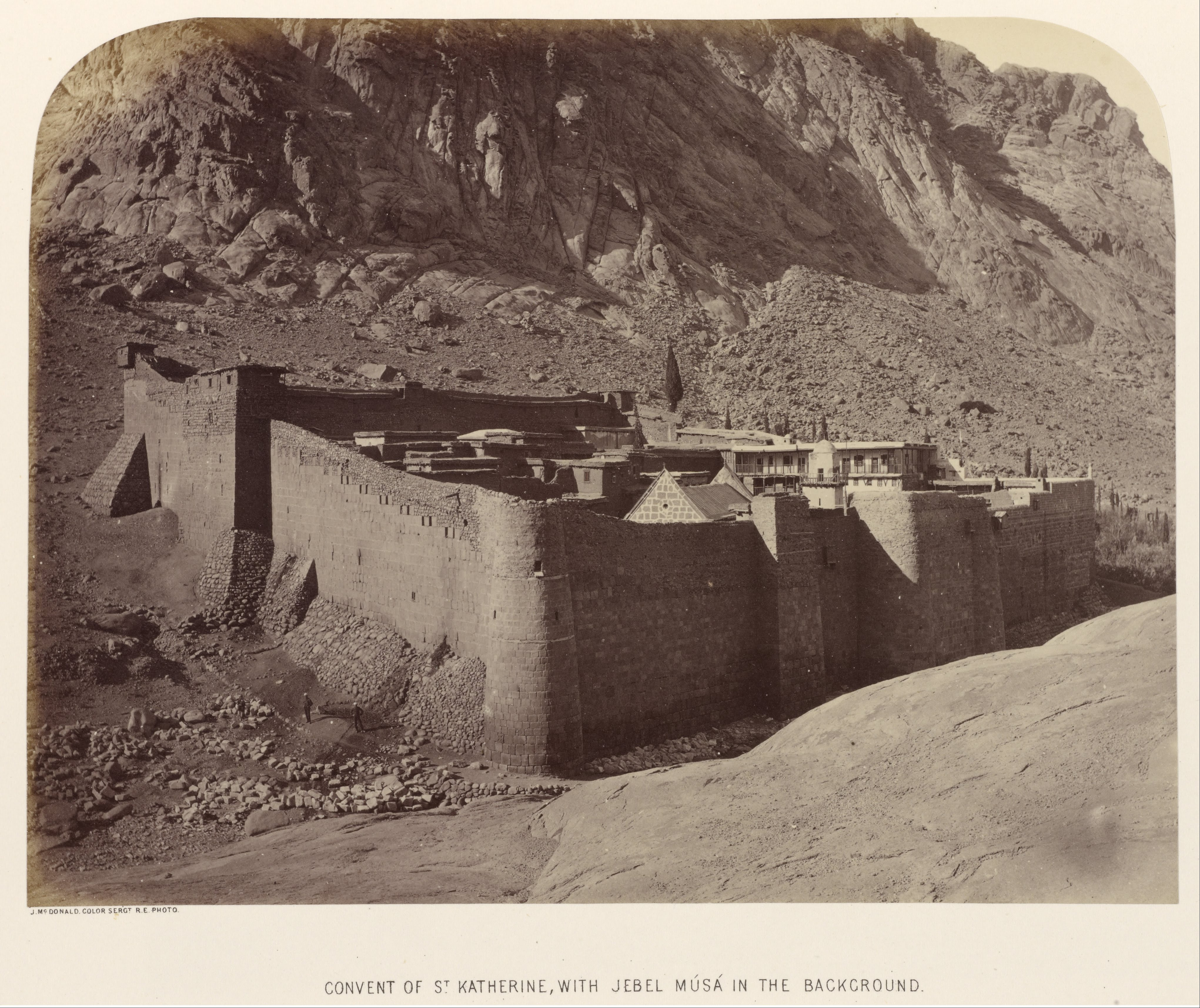
دير سانت كاترين
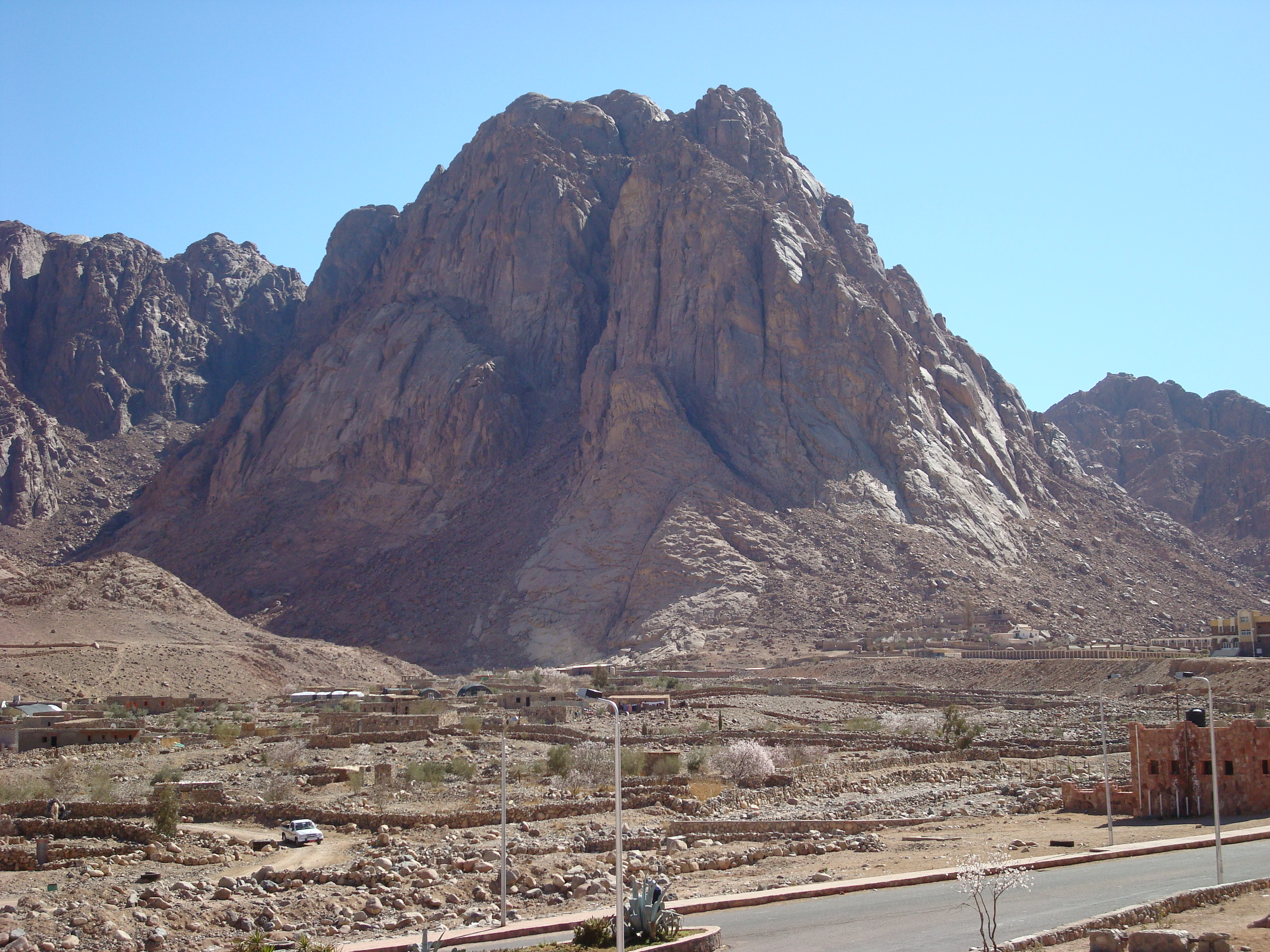
أحد جبال سانت كاترين
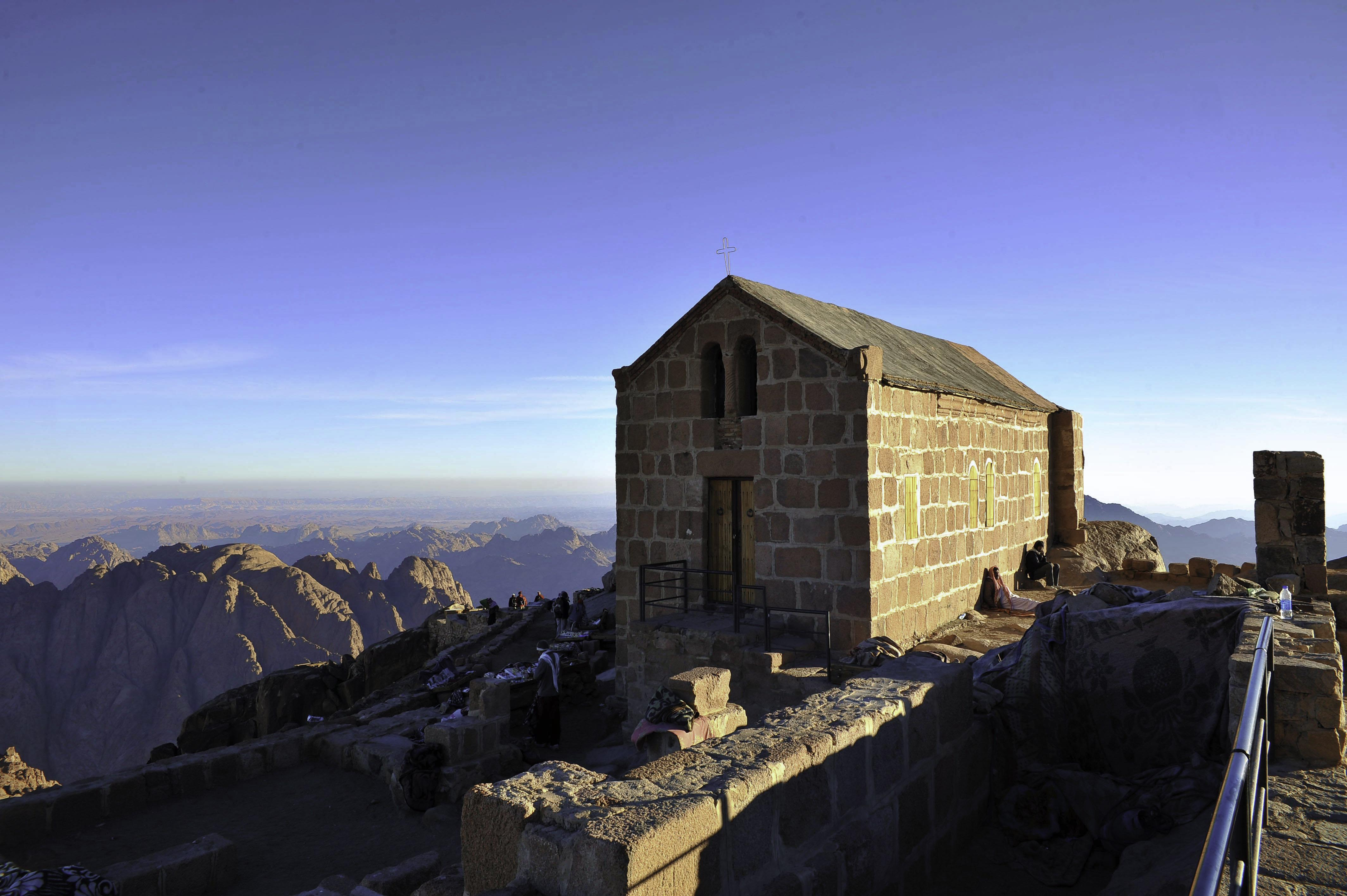
كنيسة قمة جبل كاترين
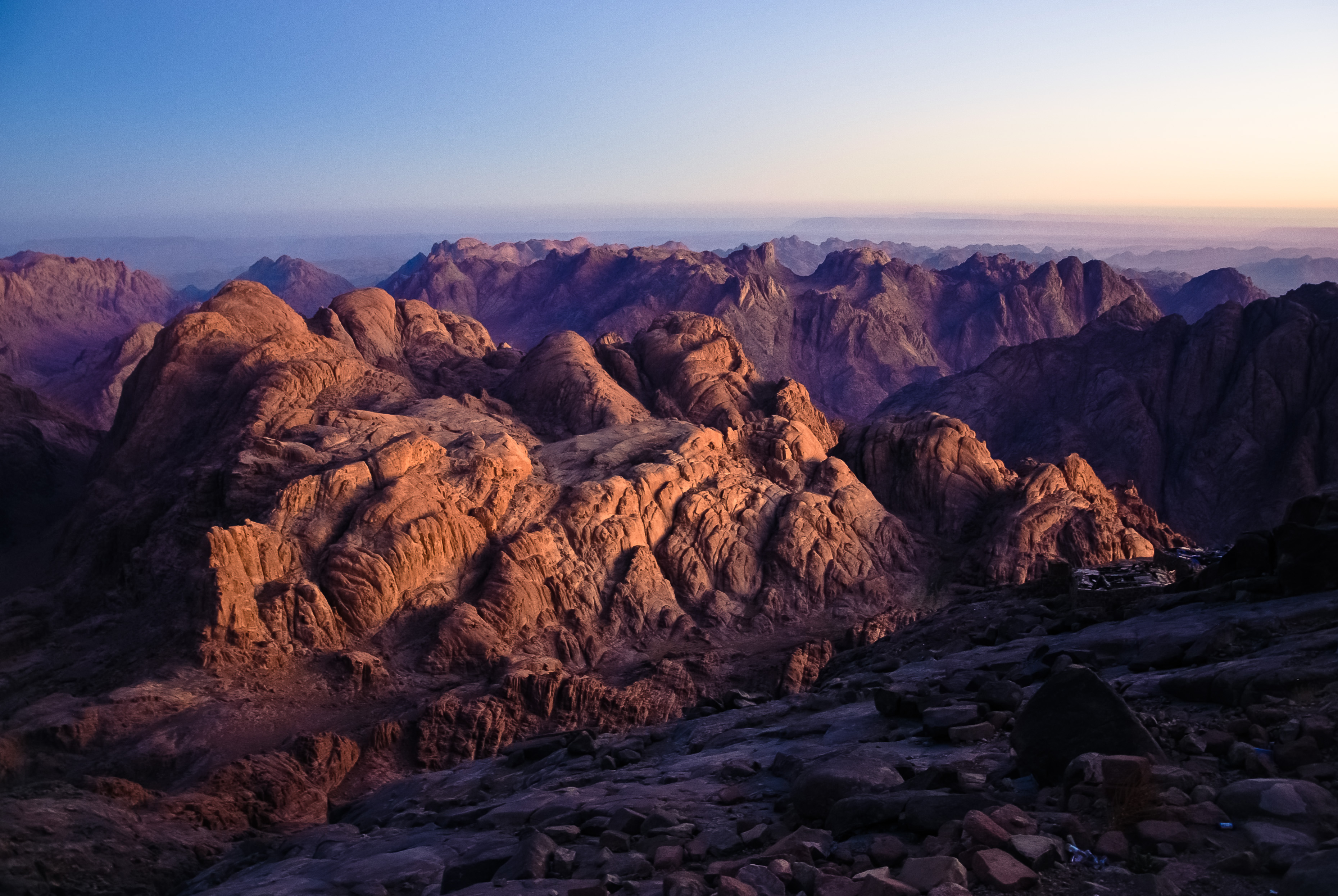
جبل موسى
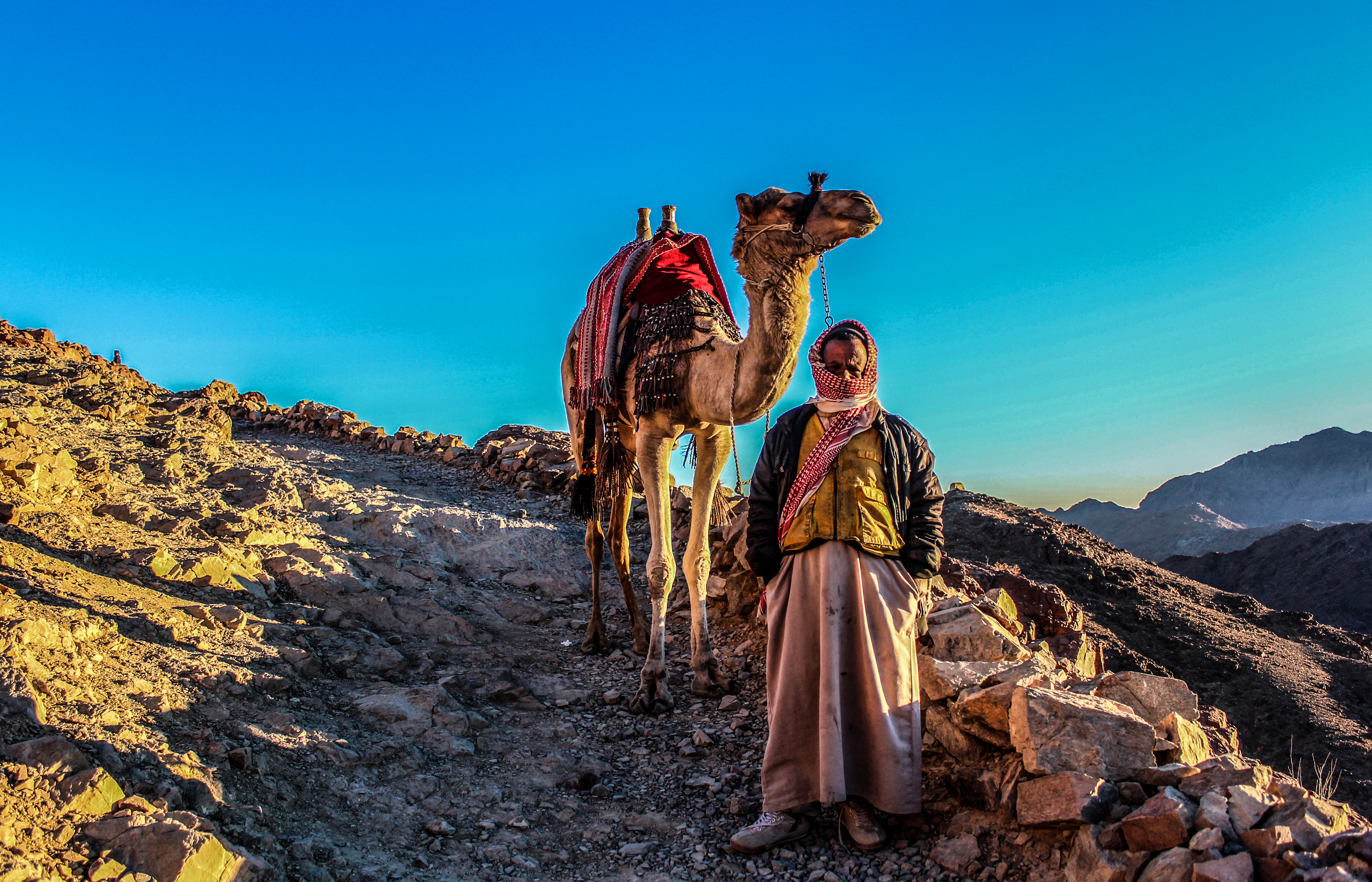
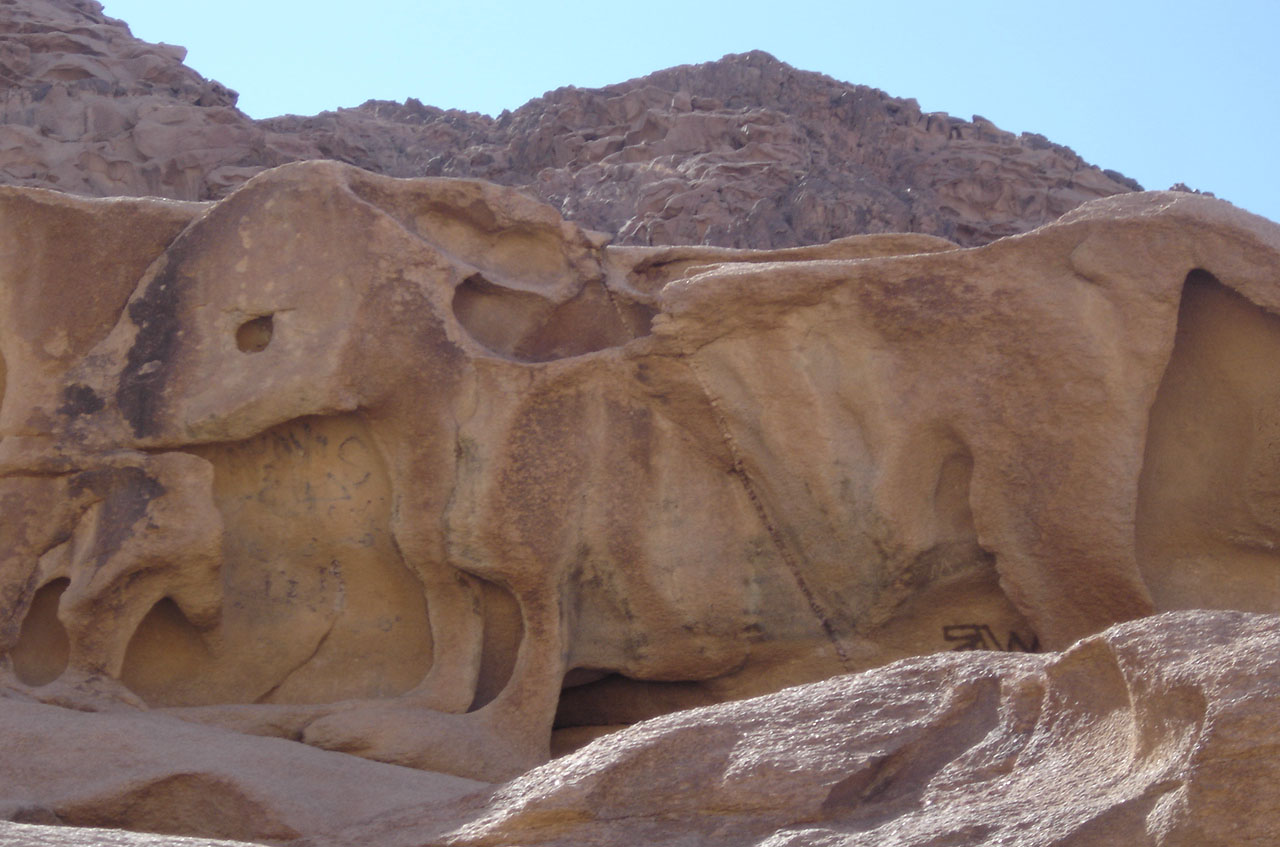
شكل بقرة منحوتة بشكل طبيعي على أحد جبال سانت كاترين
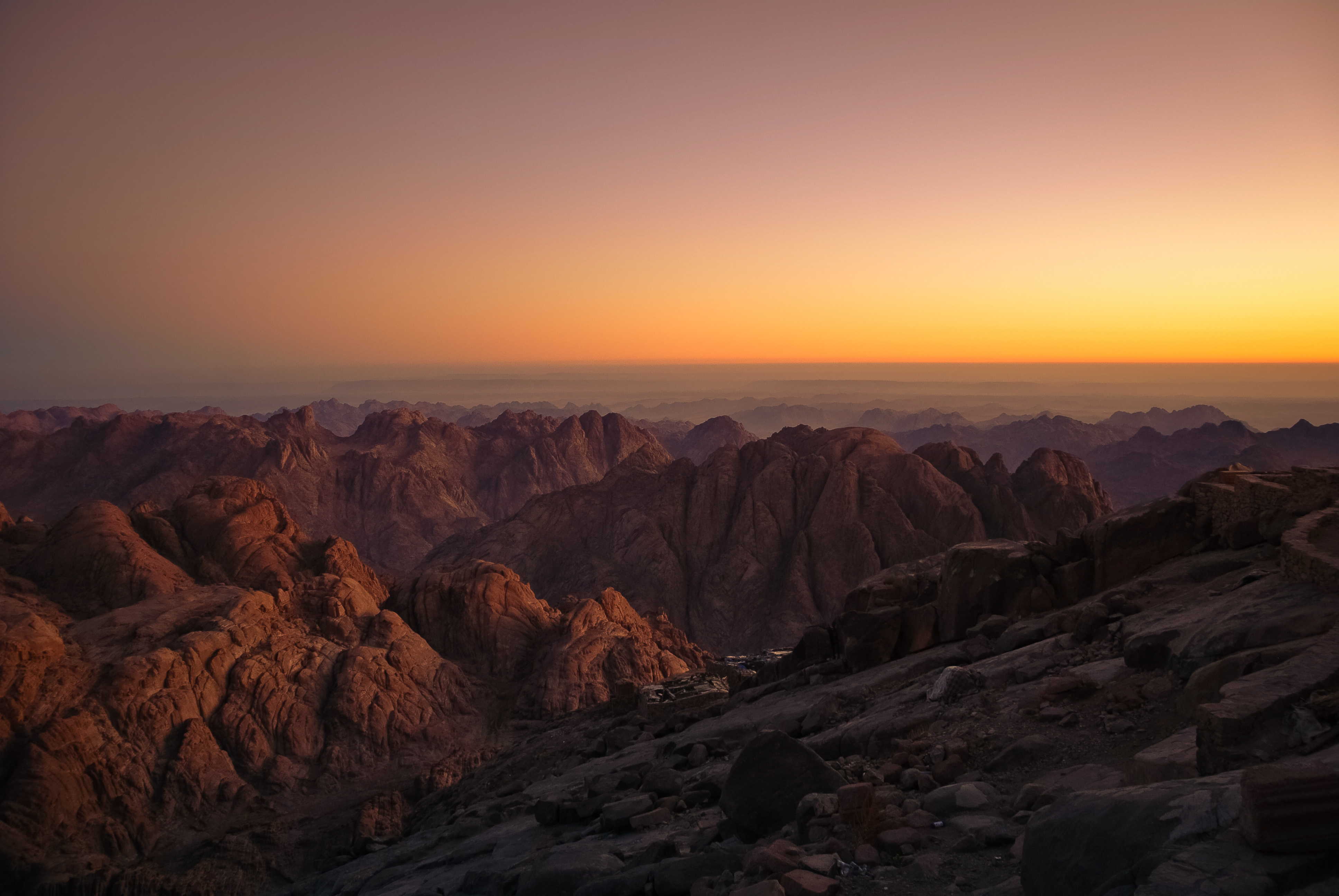
جبل موسى
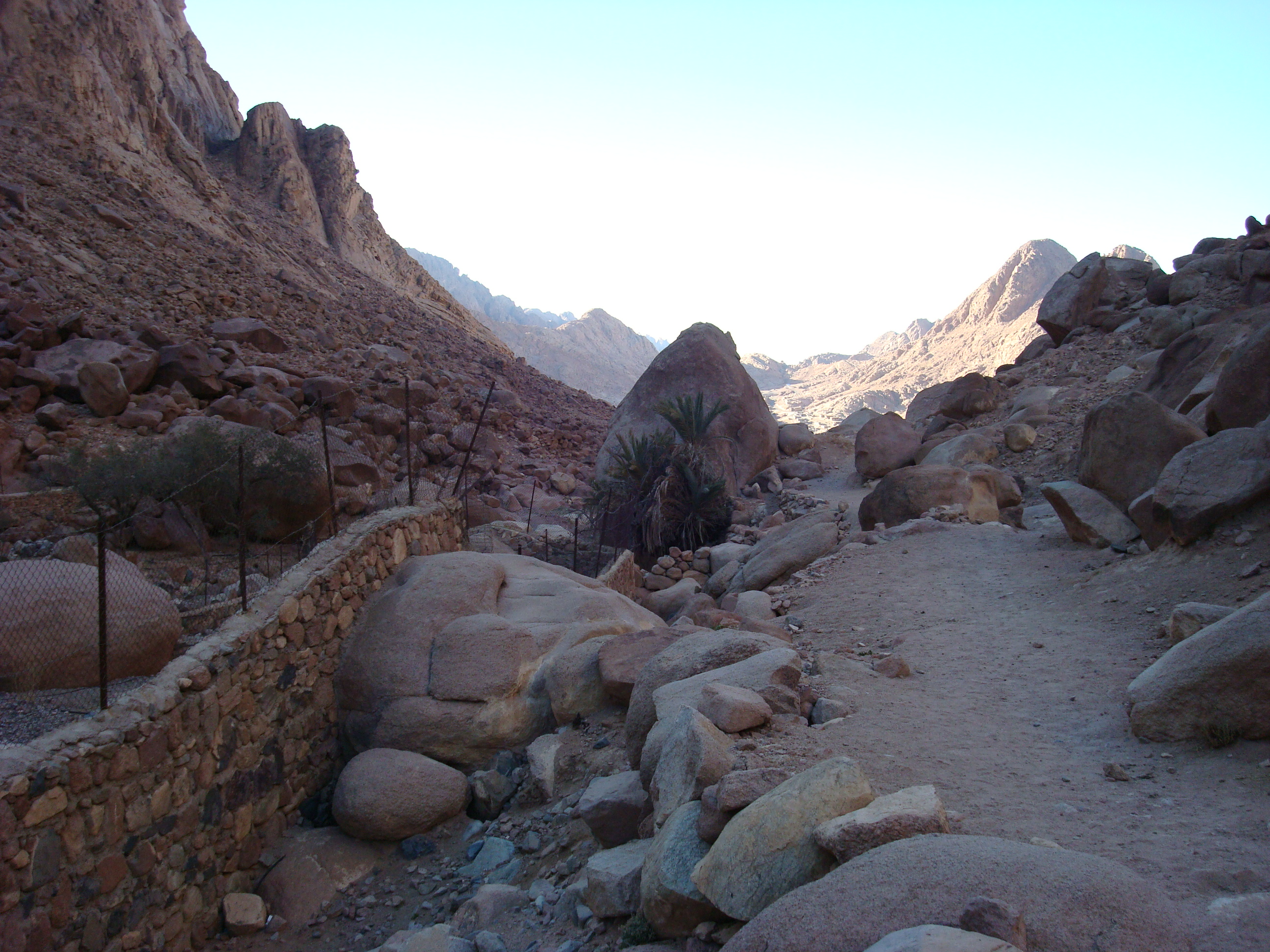
مدخل وادي الأربعين
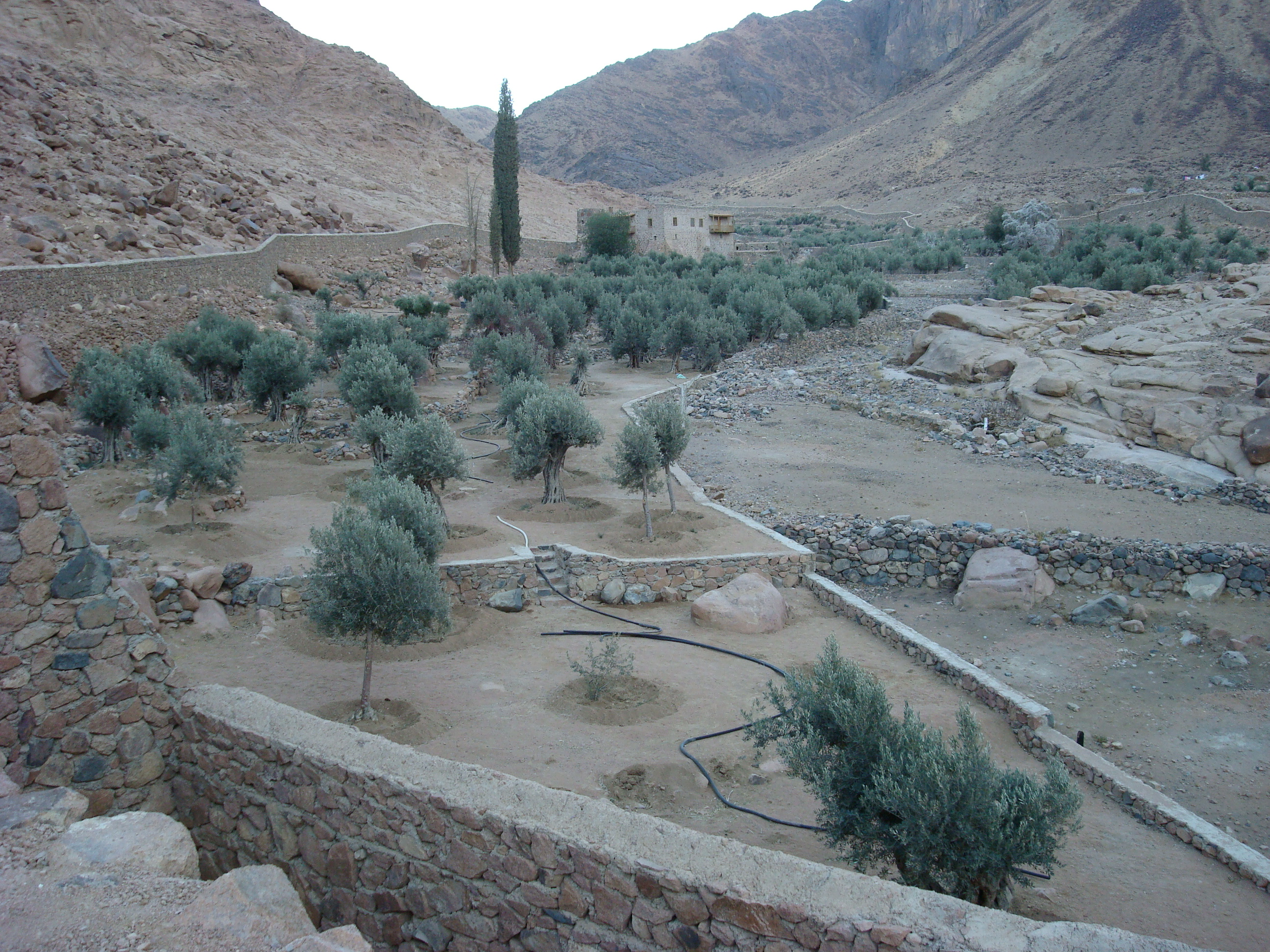
شجر الزيتون داخل وادي الأربعين
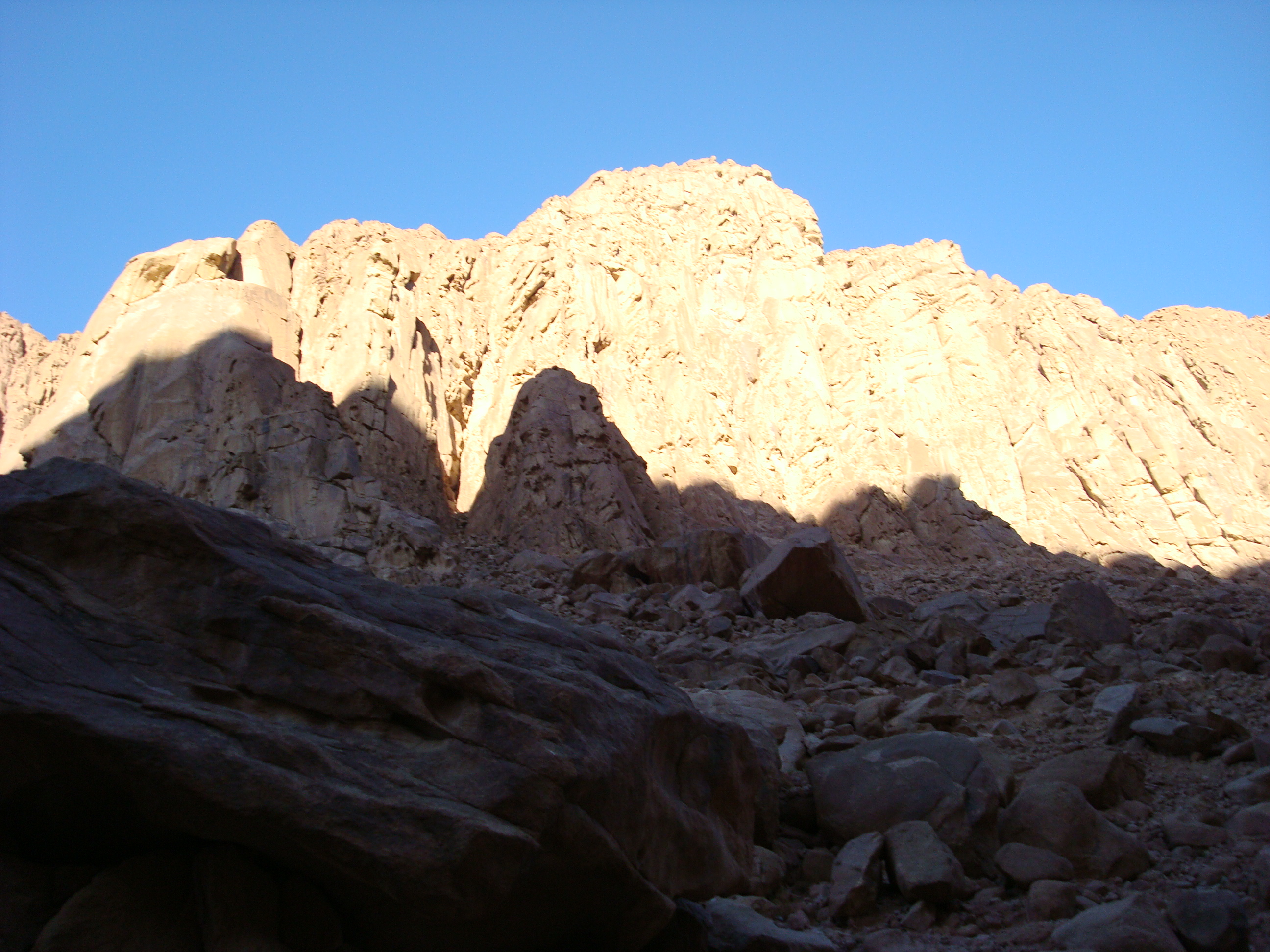
وادي الأربعين
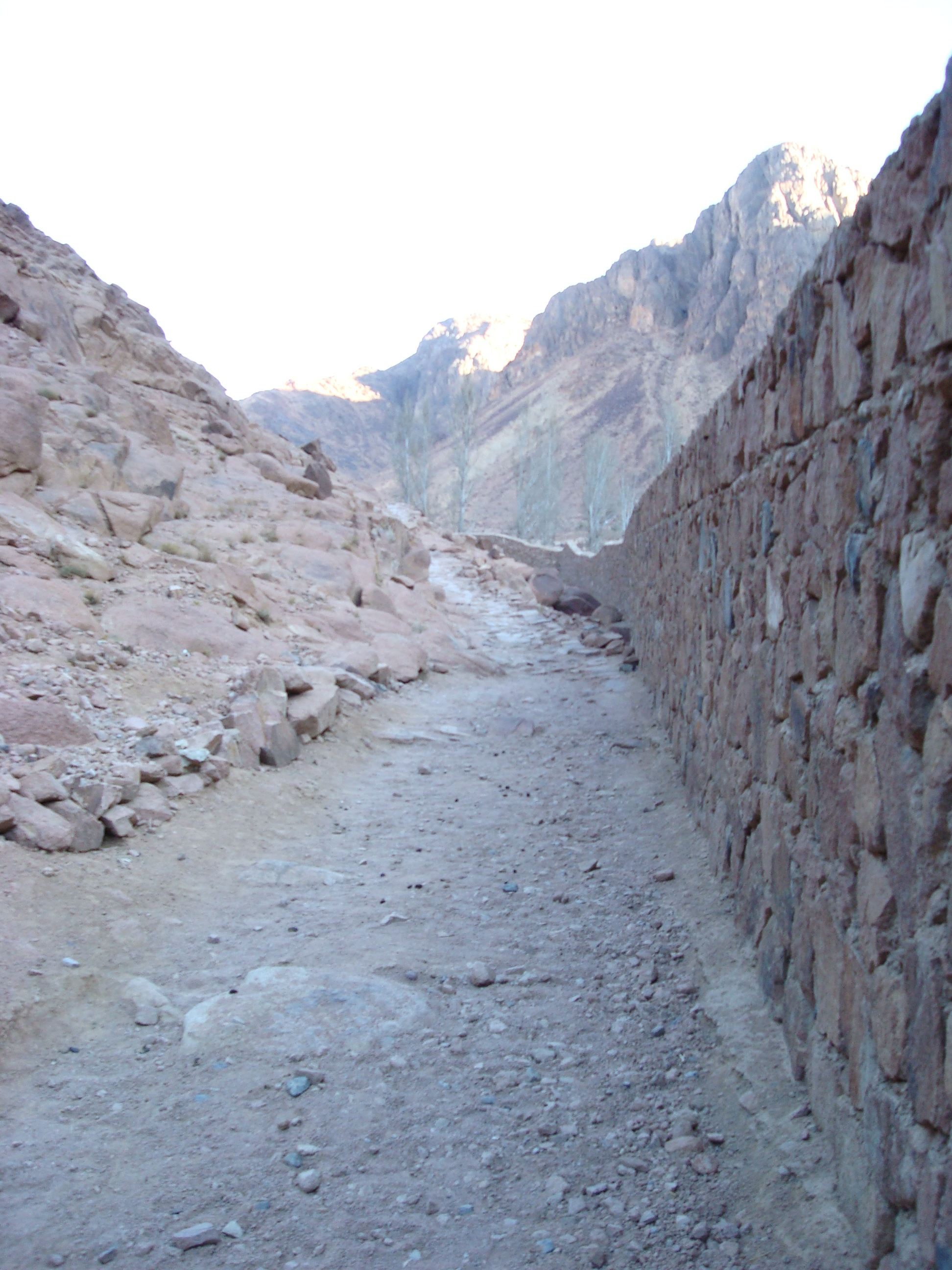
ممر وادي الأربعين
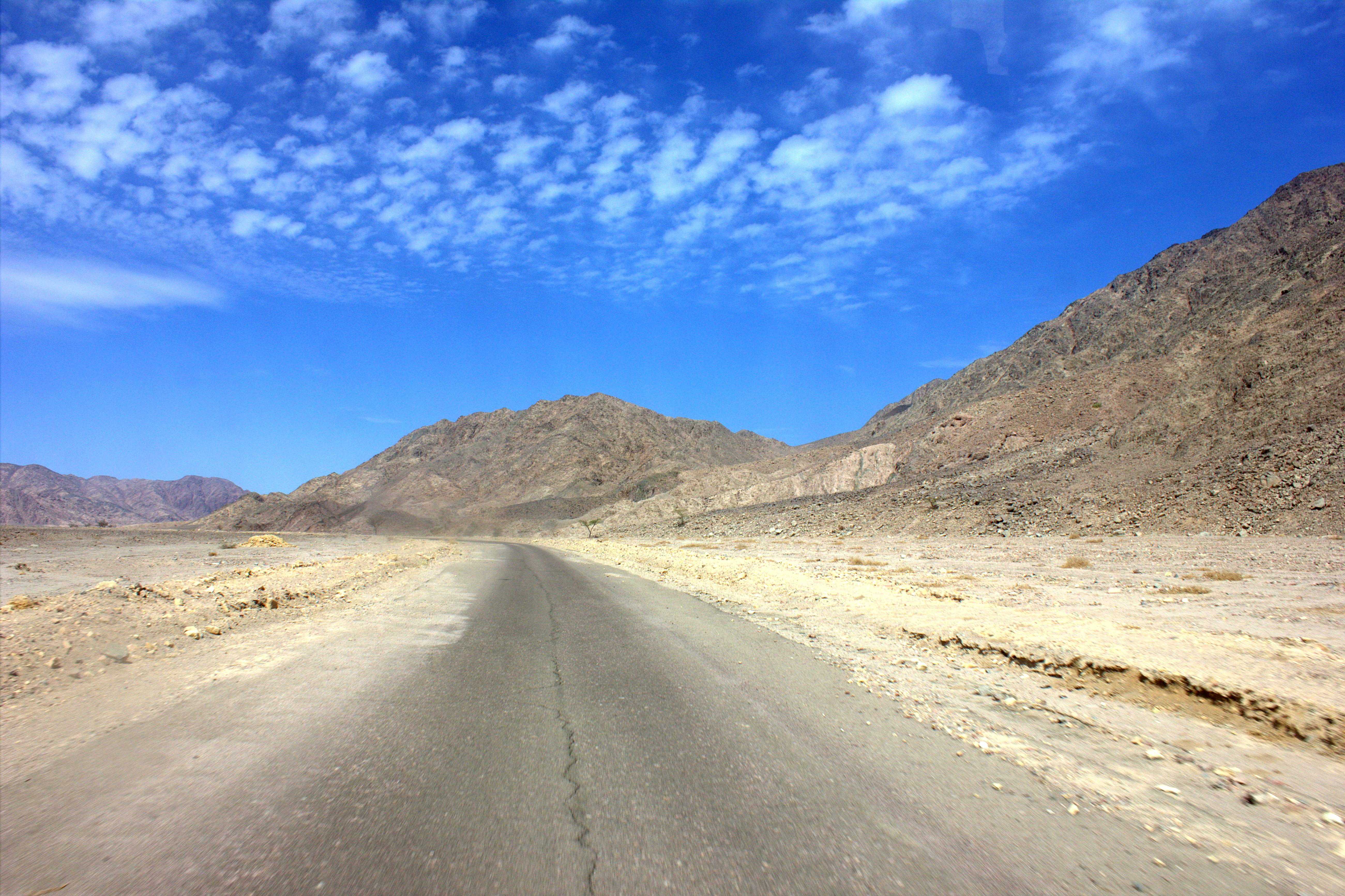
طريق تاور سانت كاترين
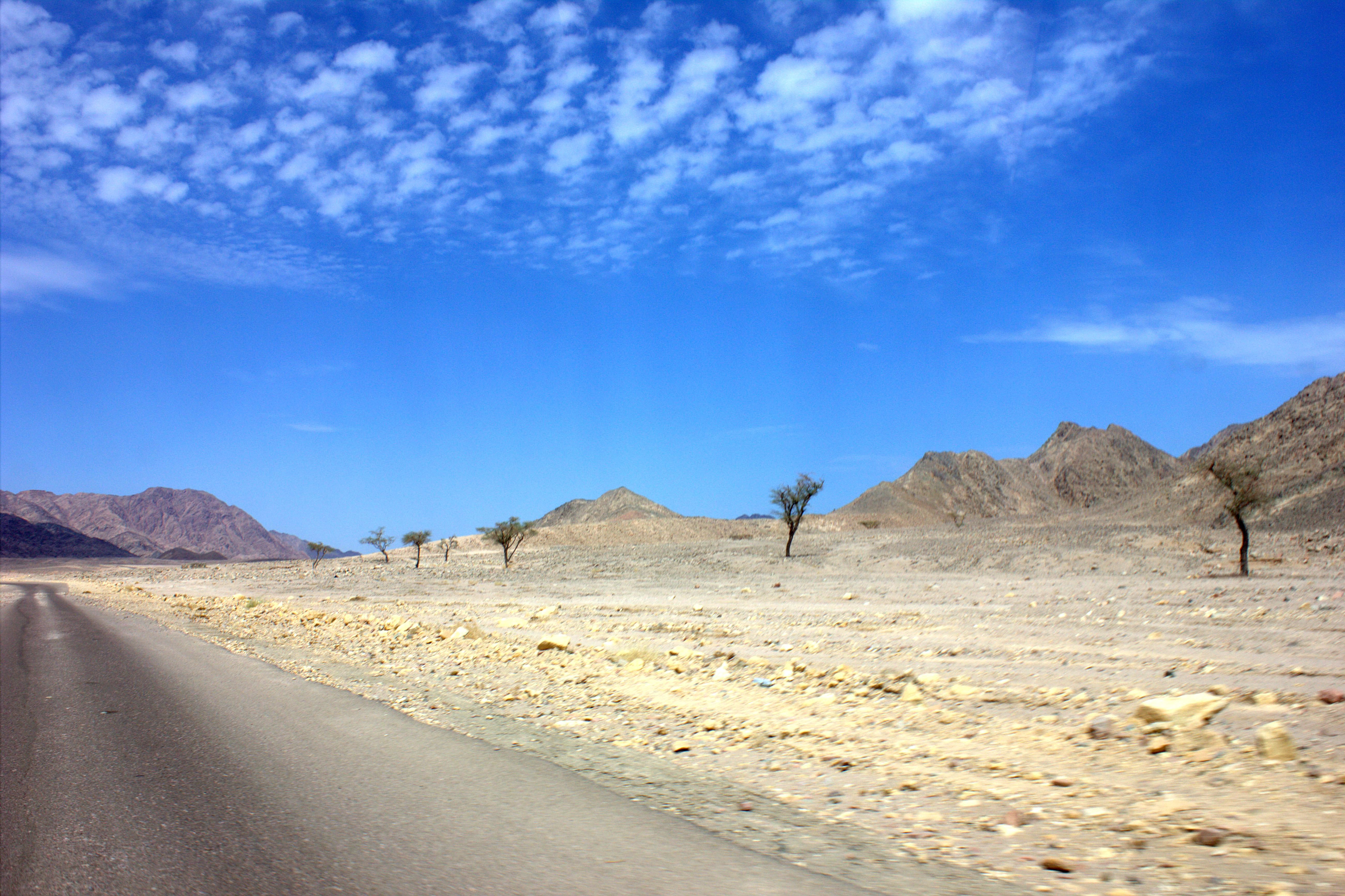
طريق تاور سانت كاترين
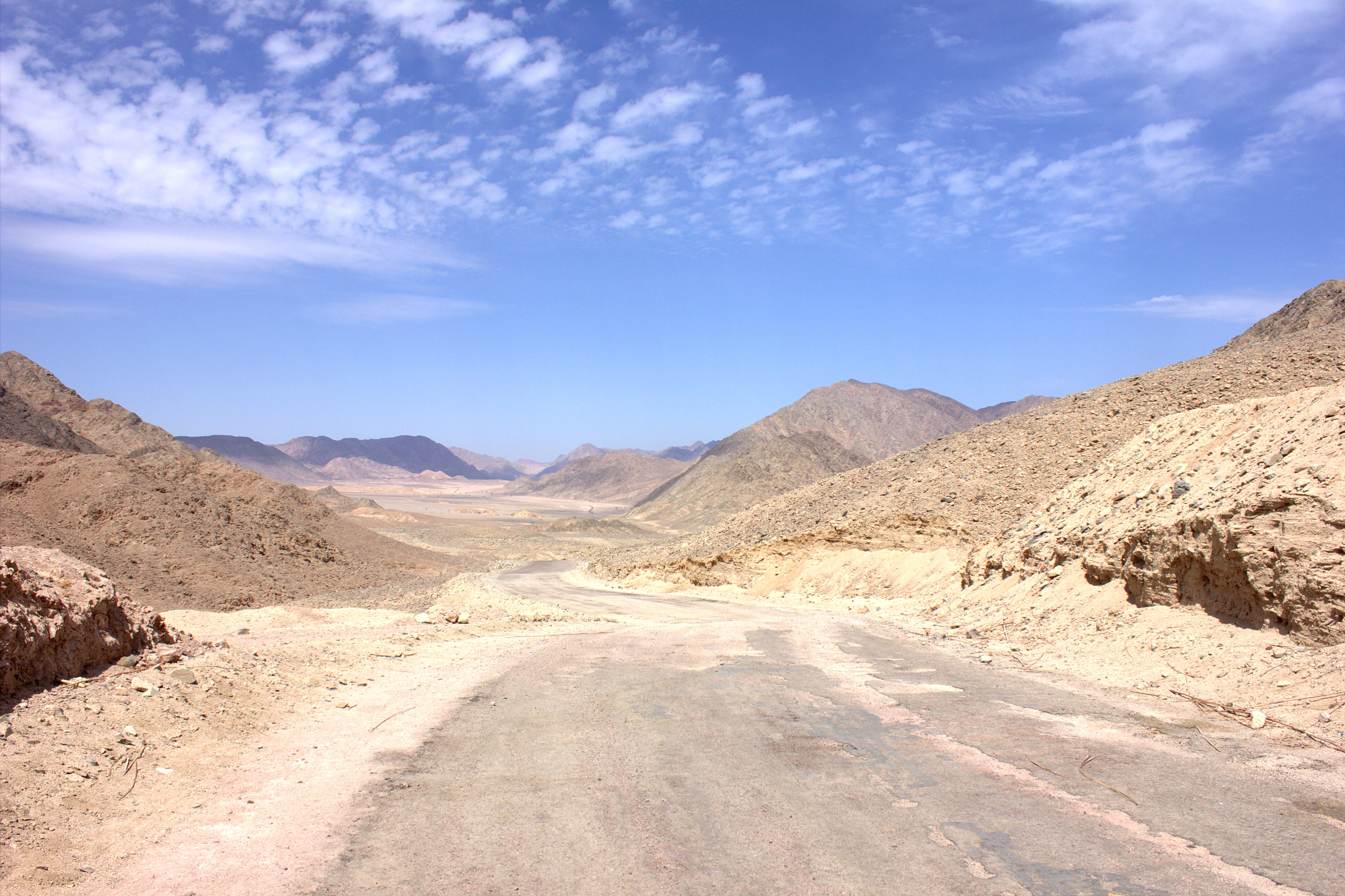
طريق تاور سانت كاترين
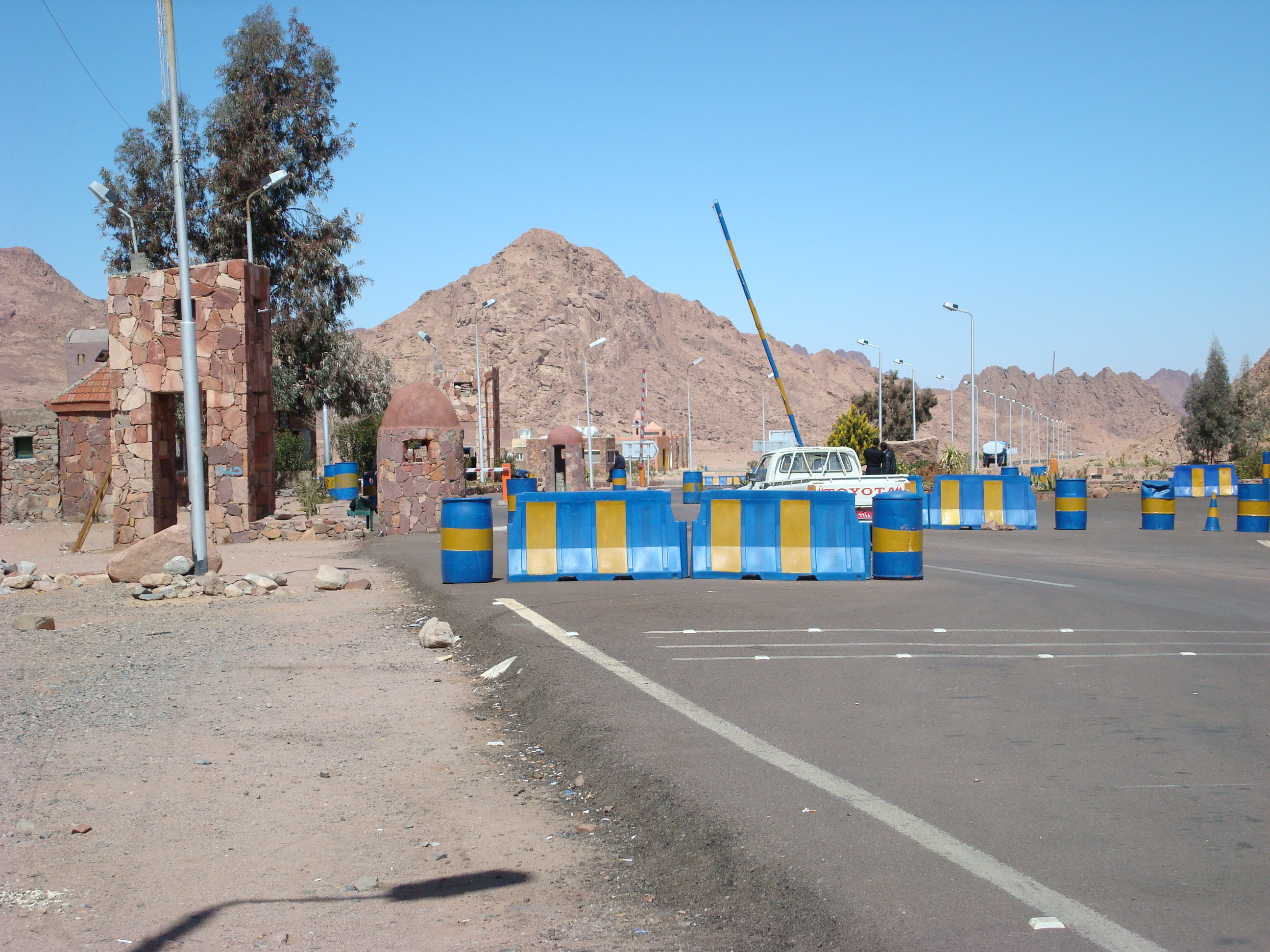
حاجز أمني على مدخل سانت كاترين
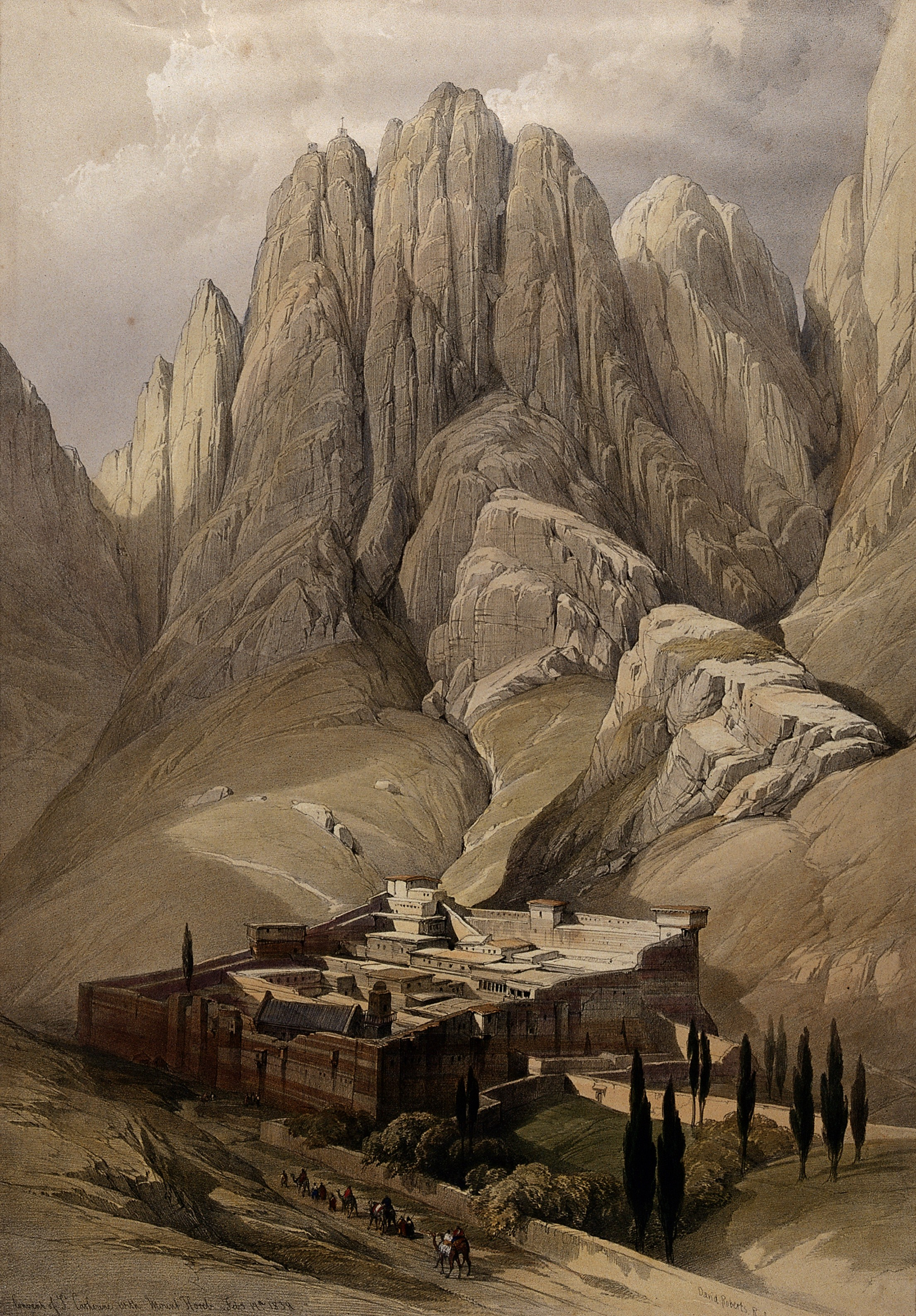
لوحة فنية لدير سانت كاترين
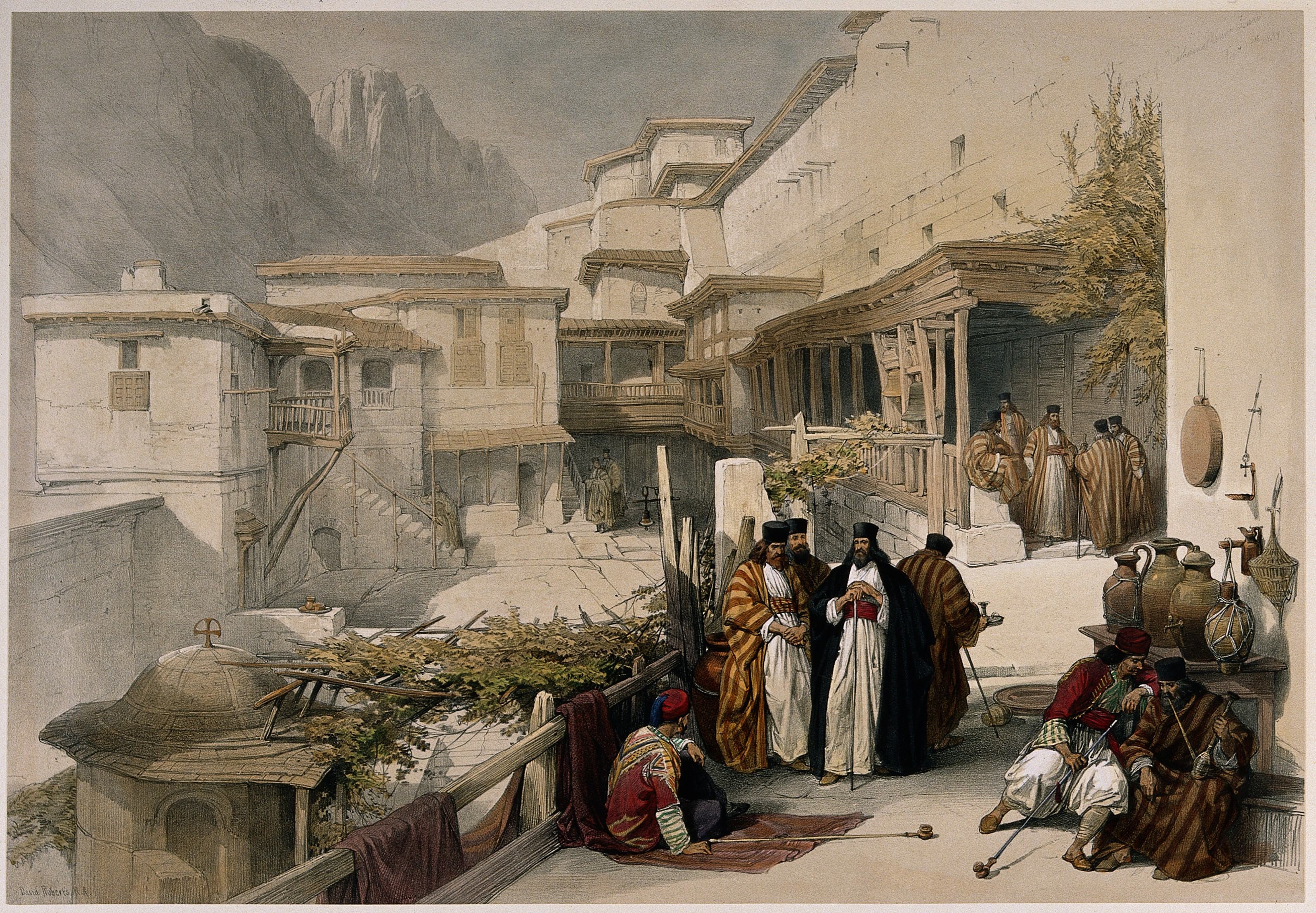
لوحة فنية لدير سانت كاترين
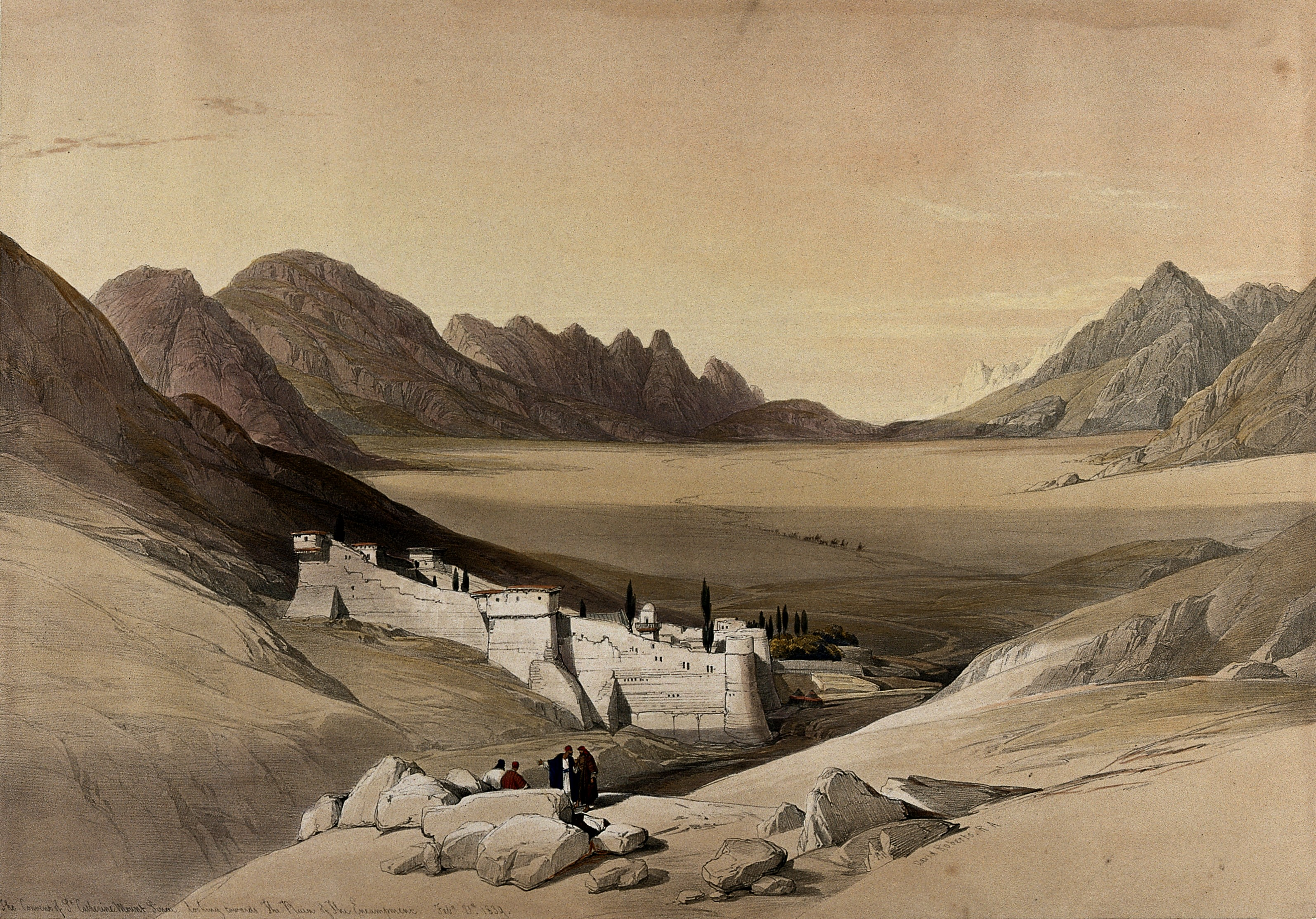
لوحة فنية لدير سانت كاترين
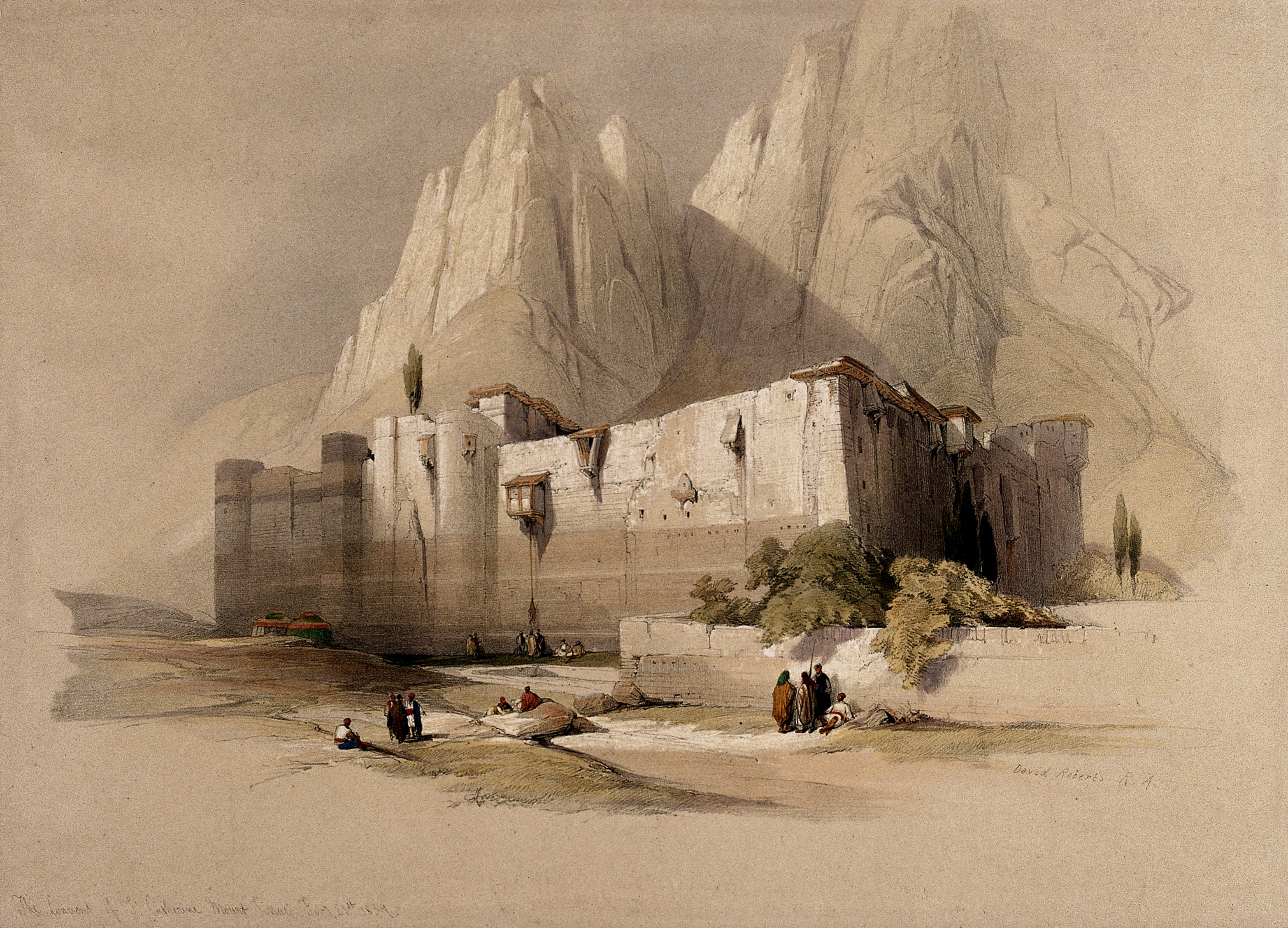
لوحة فنية لدير سانت كاترين